# Eleições gerais no Reino Unido em 2010
As eleições gerais britânicas em 2010 foram realizadas no dia 6 de maio para eleger um Membro do Parlamento para representar cada um dos 650 círculos eleitorais na Câmara dos Comuns, a câmara baixa do Parlamento do Reino Unido.
O Partido Conservador, liderado por David Cameron desde 2005, modernizou-se, tornando-se um partido mais liberal em questões sociais, como disso é exemplo o apoio à legalização do casamento de pessoas do mesmo-sexo. Além de mais, os conservadores seguiram uma linha mais moderada em questões económicas, com muitos a sugerirem que Cameron pretendia seguir o modelo seguido por Tony Blair, em seguir uma linha mais centrista em questões económicas e sociais. Os conservadores, após 13 anos na oposição, voltaram a vencer umas eleições, conquistando 36,1% dos votos e 306 assentos, mais de 100 assentos em relação a 2005. Apesar deste resultado, os conservadores ficaram longe da maioria absoluta, ou seja, seria a primeira vez desde 1974, que a Câmara dos Comuns não tinha nenhum partido com a maioria dos assentos.
O Partido Trabalhista, liderado por Gordon Brown que, em 2007, substituiu Tony Blair, primeiro-ministro desde 1997, chegou às eleições, ensombrado por diversos maus resultados eleitorais em eleições regionais e locais, bem como, muitos membros duvidando da liderança de Brown, dúvidas causadas pela sua incapacidade em reagir à Grande Recessão. Os resultados finais para os trabalhistas foram maus, perdendo 97 assentos em relação a 2005, ficando-se pelos 29% dos votos e 258 assentos.
Os Liberal Democratas, liderados por Nick Clegg, partiram para estas eleições confiantes que iriam obter o seu melhor resultado de sempre, algo reforçado pelas sondagens, que, inclusivamente, chegaram a indicar que podiam ser o partido mais votado. Os resultados finais foram, porém, uma grande desilusão para os liberais que, apesar de terem obtido 23% dos votos, perderam 5 assentos, ficando-se pelos 57 assentos, bastante longe das previsões iniciais.
Após dias de negociação, os conservadores e os liberais chegaram a acordo para formar um governo de coligação, o primeiro governo de coligação desde 1945, com David Cameron como primeiro-ministro e Nick Clegg como vice primeiro-ministro.

## Resultados Oficiais
| Partido                 | Partido                                 | Votos      | %    | +/-     | Deputados | +/-     |
| ----------------------- | --------------------------------------- | ---------- | ---- | ------- | --------- | ------- |
|                         | Partido Conservador                     | 10 703 754 | 36,1 | 3,7     | 306 / 650 | 108     |
|                         | Partido Trabalhista                     | 8 609 527  | 29,0 | 6,2     | 258 / 650 | 97      |
|                         | Liberal Democratas                      | 6 836 825  | 23,0 | 1,0     | 57 / 650  | 5       |
|                         | Partido de Independência do Reino Unido | 919 546    | 3,1  | 0,9     | 0 / 650   | Estável |
|                         | Partido Nacional Britânico              | 564 331    | 1,9  | 1,2     | 0 / 650   | Estável |
|                         | Partido Nacional Escocês                | 491 386    | 1,7  | 0,2     | 6 / 650   | Estável |
|                         | Partido Verde                           | 265 247    | 0,9  | 0,1     | 1 / 650   | 1       |
|                         | Sinn Féin                               | 171 942    | 0,6  | Estável | 5 / 650   | Estável |
|                         | Partido Unionista Democrático           | 168 216    | 0,6  | 0,3     | 8 / 650   | 1       |
|                         | Plaid Cymru                             | 165 394    | 0,6  | Estável | 3 / 650   | Estável |
|                         | Partido Social Democrata e Trabalhista  | 110 970    | 0,4  | 0,1     | 3 / 650   | Estável |
|                         | Independente                            | 56 334     | 0,2  | 0,3     | 1 / 650   | Estável |
|                         | Partido Aliança                         | 42 762     | 0,1  | Estável | 1 / 650   | 1       |
|                         | Speaker                                 | 22 860     | 0,1  | -       | 1 / 650   | -       |
|                         | Outros                                  | 558 510    | 1,7  |         | 0 / 650   |         |
| Total                   | Total                                   | 29 687 604 | 100  |         | 650 / 650 | 4       |
| Eleitorado/Participação | Eleitorado/Participação                 | 45 603 078 | 65,1 | 3,7     |           |         |

## Resultados por Distrito Eleitoral

### Inglaterra

#### East of England
| Distrito Eleitoral                | 2005        | 2005                | 2005         | 2010 | 2010                | 2010         |
| --------------------------------- | ----------- | ------------------- | ------------ | ---- | ------------------- | ------------ |
| Basildon and Billericay           |             | Partido Conservador | 46,0 / 100,0 |      | Partido Conservador | 52,8 / 100,0 |
| Bedford                           |             | Partido Trabalhista | 41,7 / 100,0 |      | Partido Conservador | 38,9 / 100,0 |
| Braintree                         |             | Partido Conservador | 44,5 / 100,0 |      | Partido Conservador | 52,6 / 100,0 |
| Brentwood and Ongar               |             | Partido Conservador | 53,5 / 100,0 |      | Partido Conservador | 56,9 / 100,0 |
| Broadland                         | Não Existia | Não Existia         | Não Existia  |      | Partido Conservador | 46,2 / 100,0 |
| Broxbourne                        |             | Partido Conservador | 53,8 / 100,0 |      | Partido Conservador | 58,8 / 100,0 |
| Bury St Edmunds                   |             | Partido Conservador | 46,2 / 100,0 |      | Partido Conservador | 47,5 / 100,0 |
| Cambridge                         |             | Liberal Democratas  | 44,0 / 100,0 |      | Liberal Democratas  | 39,1 / 100,0 |
| Castle Point                      |             | Partido Conservador | 48,3 / 100,0 |      | Partido Conservador | 44,0 / 100,0 |
| Central Suffolk and North Ipswich |             | Partido Conservador | 43,9 / 100,0 |      | Partido Conservador | 50,8 / 100,0 |
| Chelmsford                        |             | Partido Conservador | 39,5 / 100,0 |      | Partido Conservador | 46,2 / 100,0 |
| Clacton                           |             | Partido Conservador | 44,4 / 100,0 |      | Partido Conservador | 53,0 / 100,0 |
| Colchester                        |             | Liberal Democratas  | 47,1 / 100,0 |      | Liberal Democratas  | 48,0 / 100,0 |
| Epping Forest                     |             | Partido Conservador | 53,0 / 100,0 |      | Partido Conservador | 54,0 / 100,0 |
| Great Yarmouth                    |             | Partido Trabalhista | 45,6 / 100,0 |      | Partido Conservador | 43,1 / 100,0 |
| Harlow                            |             | Partido Trabalhista | 41,4 / 100,0 |      | Partido Conservador | 44,9 / 100,0 |
| Harwich and North Essex           |             | Partido Conservador | 42,6 / 100,0 |      | Partido Conservador | 46,9 / 100,0 |
| Hemel Hempstead                   |             | Partido Conservador | 40,3 / 100,0 |      | Partido Conservador | 50,0 / 100,0 |
| Hertford and Stortford            |             | Partido Conservador | 50,5 / 100,0 |      | Partido Conservador | 53,8 / 100,0 |
| Hertsmere                         |             | Partido Conservador | 53,2 / 100,0 |      | Partido Conservador | 56,0 / 100,0 |
| Hitchin and Harpenden             |             | Partido Conservador | 49,9 / 100,0 |      | Partido Conservador | 54,6 / 100,0 |
| Huntingdon                        |             | Partido Conservador | 50,8 / 100,0 |      | Partido Conservador | 48,9 / 100,0 |
| Ipswich                           |             | Partido Trabalhista | 43,8 / 100,0 |      | Partido Conservador | 39,1 / 100,0 |
| Luton North                       |             | Partido Trabalhista | 48,7 / 100,0 |      | Partido Trabalhista | 49,3 / 100,0 |
| Luton South                       |             | Partido Trabalhista | 42,7 / 100,0 |      | Partido Trabalhista | 34,9 / 100,0 |
| Maldon                            |             | Partido Conservador | 56,3 / 100,0 |      | Partido Conservador | 59,8 / 100,0 |
| Mid Bedfordshire                  |             | Partido Conservador | 46,3 / 100,0 |      | Partido Conservador | 52,5 / 100,0 |
| Mid Norfolk                       |             | Partido Conservador | 43,1 / 100,0 |      | Partido Conservador | 49,5 / 100,0 |
| North East Bedfordshire           |             | Partido Conservador | 49,9 / 100,0 |      | Partido Conservador | 55,8 / 100,0 |
| North East Cambridgeshire         |             | Partido Conservador | 47,5 / 100,0 |      | Partido Conservador | 51,4 / 100,0 |
| North East Hertfordshire          |             | Partido Conservador | 47,3 / 100,0 |      | Partido Conservador | 53,5 / 100,0 |
| North Norfolk                     |             | Liberal Democratas  | 53,4 / 100,0 |      | Liberal Democratas  | 55,5 / 100,0 |
| North West Cambridgeshire         |             | Partido Conservador | 45,8 / 100,0 |      | Partido Conservador | 50,5 / 100,0 |
| North West Norfolk                |             | Partido Conservador | 50,3 / 100,0 |      | Partido Conservador | 54,2 / 100,0 |
| Norwich North                     |             | Partido Trabalhista | 44,9 / 100,0 |      | Partido Conservador | 40,6 / 100,0 |
| Norwich South                     |             | Partido Trabalhista | 37,7 / 100,0 |      | Liberal Democratas  | 29,4 / 100,0 |
| Peterborough                      |             | Partido Conservador | 42,1 / 100,0 |      | Partido Conservador | 40,4 / 100,0 |
| Rayleigh and Wickford             |             | Partido Conservador | 53,9 / 100,0 |      | Partido Conservador | 57,8 / 100,0 |
| Rochford and Southend East        |             | Partido Conservador | 45,3 / 100,0 |      | Partido Conservador | 46,9 / 100,0 |
| Saffron Walden                    |             | Partido Conservador | 51,4 / 100,0 |      | Partido Conservador | 55,4 / 100,0 |
| South Basildon and East Thurrock  |             | Partido Trabalhista | 40,7 / 100,0 |      | Partido Conservador | 43,9 / 100,0 |
| South Cambridgeshire              |             | Partido Conservador | 45,0 / 100,0 |      | Partido Conservador | 47,4 / 100,0 |
| South East Cambridgeshire         |             | Partido Conservador | 47,1 / 100,0 |      | Partido Conservador | 48,0 / 100,0 |
| South Norfolk                     |             | Partido Conservador | 44,8 / 100,0 |      | Partido Conservador | 49,3 / 100,0 |
| South Suffolk                     |             | Partido Conservador | 42,0 / 100,0 |      | Partido Conservador | 47,7 / 100,0 |
| South West Bedfordshire           |             | Partido Conservador | 48,3 / 100,0 |      | Partido Conservador | 52,8 / 100,0 |
| South West Hertfordshire          |             | Partido Conservador | 46,9 / 100,0 |      | Partido Conservador | 54,2 / 100,0 |
| South West Norfolk                |             | Partido Conservador | 46,9 / 100,0 |      | Partido Conservador | 48,3 / 100,0 |
| Southend West                     |             | Partido Conservador | 46,2 / 100,0 |      | Partido Conservador | 46,1 / 100,0 |
| St Albans                         |             | Partido Conservador | 37,3 / 100,0 |      | Partido Conservador | 40,8 / 100,0 |
| Stevenage                         |             | Partido Trabalhista | 42,9 / 100,0 |      | Partido Conservador | 41,4 / 100,0 |
| Suffolk Coastal                   |             | Partido Conservador | 44,6 / 100,0 |      | Partido Conservador | 46,4 / 100,0 |
| Thurrock                          |             | Partido Trabalhista | 47,2 / 100,0 |      | Partido Conservador | 36,8 / 100,0 |
| Watford                           |             | Partido Trabalhista | 33,6 / 100,0 |      | Partido Conservador | 34,9 / 100,0 |
| Waveney                           |             | Partido Trabalhista | 45,3 / 100,0 |      | Partido Conservador | 40,2 / 100,0 |
| Welwyn Hatfield                   |             | Partido Conservador | 49,6 / 100,0 |      | Partido Conservador | 57,0 / 100,0 |
| West Suffolk                      |             | Partido Conservador | 49,0 / 100,0 |      | Partido Conservador | 50,6 / 100,0 |
| Witham                            |             | Partido Conservador | 49,7 / 100,0 |      | Partido Conservador | 52,2 / 100,0 |

#### East Midlands
| Distrito Eleitoral             | 2005 | 2005                | 2005         | 2010 | 2010                | 2010         |
| ------------------------------ | ---- | ------------------- | ------------ | ---- | ------------------- | ------------ |
| Amber Valley                   |      | Partido Trabalhista | 45,6 / 100,0 |      | Partido Conservador | 38,6 / 100,0 |
| Ashfield                       |      | Partido Trabalhista | 48,6 / 100,0 |      | Partido Trabalhista | 33,7 / 100,0 |
| Bassetlaw                      |      | Partido Trabalhista | 56,6 / 100,0 |      | Partido Trabalhista | 50,5 / 100,0 |
| Bolsover                       |      | Partido Trabalhista | 65,2 / 100,0 |      | Partido Trabalhista | 50,0 / 100,0 |
| Boston and Skegness            |      | Partido Conservador | 46,2 / 100,0 |      | Partido Conservador | 49,4 / 100,0 |
| Bosworth                       |      | Partido Conservador | 42,6 / 100,0 |      | Partido Conservador | 42,6 / 100,0 |
| Broxtowe                       |      | Partido Trabalhista | 41,9 / 100,0 |      | Partido Conservador | 39,0 / 100,0 |
| Charnwood                      |      | Partido Conservador | 46,6 / 100,0 |      | Partido Conservador | 49,6 / 100,0 |
| Chesterfield                   |      | Liberal Democratas  | 47,3 / 100,0 |      | Partido Trabalhista | 39,0 / 100,0 |
| Corby                          |      | Partido Trabalhista | 43,1 / 100,0 |      | Partido Conservador | 42,2 / 100,0 |
| Daventry                       |      | Partido Conservador | 51,6 / 100,0 |      | Partido Conservador | 56,5 / 100,0 |
| Derby North                    |      | Partido Trabalhista | 44,0 / 100,0 |      | Partido Trabalhista | 33,0 / 100,0 |
| Derby South                    |      | Partido Trabalhista | 45,4 / 100,0 |      | Partido Trabalhista | 43,3 / 100,0 |
| Derbyshire Dales               |      | Partido Conservador | 46,5 / 100,0 |      | Partido Conservador | 52,1 / 100,0 |
| Erewash                        |      | Partido Trabalhista | 44,5 / 100,0 |      | Partido Conservador | 39,5 / 100,0 |
| Gainsborough                   |      | Partido Conservador | 43,9 / 100,0 |      | Partido Conservador | 49,3 / 100,0 |
| Gedling                        |      | Partido Trabalhista | 46,1 / 100,0 |      | Partido Trabalhista | 41,1 / 100,0 |
| Grantham and Stamford          |      | Partido Conservador | 46,9 / 100,0 |      | Partido Conservador | 50,3 / 100,0 |
| Harborough                     |      | Partido Conservador | 42,9 / 100,0 |      | Partido Conservador | 49,0 / 100,0 |
| High Peak                      |      | Partido Trabalhista | 39,6 / 100,0 |      | Partido Conservador | 40,9 / 100,0 |
| Kettering                      |      | Partido Conservador | 45,6 / 100,0 |      | Partido Conservador | 49,1 / 100,0 |
| Leicester East                 |      | Partido Trabalhista | 58,1 / 100,0 |      | Partido Trabalhista | 53,8 / 100,0 |
| Leicester South                |      | Partido Trabalhista | 39,3 / 100,0 |      | Partido Trabalhista | 45,6 / 100,0 |
| Leicester West                 |      | Partido Trabalhista | 51,7 / 100,0 |      | Partido Trabalhista | 38,4 / 100,0 |
| Lincoln                        |      | Partido Trabalhista | 45,4 / 100,0 |      | Partido Conservador | 37,5 / 100,0 |
| Loughborough                   |      | Partido Trabalhista | 41,4 / 100,0 |      | Partido Conservador | 41,6 / 100,0 |
| Louth and Horncastle           |      | Partido Conservador | 46,6 / 100,0 |      | Partido Conservador | 49,6 / 100,0 |
| Mansfield                      |      | Partido Trabalhista | 48,1 / 100,0 |      | Partido Trabalhista | 38,7 / 100,0 |
| Mid Derbyshire                 |      | Partido Conservador | 47,2 / 100,0 |      | Partido Conservador | 48,3 / 100,0 |
| Newark                         |      | Partido Conservador | 48,0 / 100,0 |      | Partido Conservador | 53,9 / 100,0 |
| North East Derbyshire          |      | Partido Trabalhista | 49,3 / 100,0 |      | Partido Trabalhista | 38,2 / 100,0 |
| North West Leicestershire      |      | Partido Trabalhista | 45,5 / 100,0 |      | Partido Conservador | 44,6 / 100,0 |
| Northampton North              |      | Partido Trabalhista | 40,2 / 100,0 |      | Partido Conservador | 34,1 / 100,0 |
| Northampton South              |      | Partido Conservador | 43,7 / 100,0 |      | Partido Conservador | 40,8 / 100,0 |
| Nottingham East                |      | Partido Trabalhista | 45,8 / 100,0 |      | Partido Trabalhista | 45,4 / 100,0 |
| Nottingham North               |      | Partido Trabalhista | 58,7 / 100,0 |      | Partido Trabalhista | 48,6 / 100,0 |
| Nottingham South               |      | Partido Trabalhista | 47,4 / 100,0 |      | Partido Trabalhista | 37,3 / 100,0 |
| Rushcliffe                     |      | Partido Conservador | 49,5 / 100,0 |      | Partido Conservador | 51,2 / 100,0 |
| Rutland and Melton             |      | Partido Conservador | 51,2 / 100,0 |      | Partido Conservador | 51,2 / 100,0 |
| Sherwood                       |      | Partido Trabalhista | 48,4 / 100,0 |      | Partido Conservador | 39,2 / 100,0 |
| Sleaford and North Hykeham     |      | Partido Conservador | 50,3 / 100,0 |      | Partido Conservador | 51,6 / 100,0 |
| South Derbyshire               |      | Partido Trabalhista | 44,5 / 100,0 |      | Partido Conservador | 45,5 / 100,0 |
| South Holland and The Deepings |      | Partido Conservador | 57,1 / 100,0 |      | Partido Conservador | 59,1 / 100,0 |
| South Leicestershire           |      | Partido Conservador | 45,4 / 100,0 |      | Partido Conservador | 49,5 / 100,0 |
| South Northamptonshire         |      | Partido Conservador | 51,5 / 100,0 |      | Partido Conservador | 55,2 / 100,0 |
| Wellingborough                 |      | Partido Conservador | 42,8 / 100,0 |      | Partido Conservador | 48,2 / 100,0 |

#### London (Londres)
| Distrito Eleitoral                | 2005        | 2005                | 2005         | 2010 | 2010                | 2010         |
| --------------------------------- | ----------- | ------------------- | ------------ | ---- | ------------------- | ------------ |
| Barking                           |             | Partido Trabalhista | 47,8 / 100,0 |      | Partido Trabalhista | 54,3 / 100,0 |
| Battersea                         |             | Partido Trabalhista | 40,4 / 100,0 |      | Partido Conservador | 47,3 / 100,0 |
| Beckenham                         |             | Partido Conservador | 45,3 / 100,0 |      | Partido Conservador | 57,9 / 100,0 |
| Bermondsey and Old Southwark      | Não Existia | Não Existia         | Não Existia  |      | Liberal Democratas  | 48,4 / 100,0 |
| Bethnal Green and Bow             |             | Partido Respeito    | 35,9 / 100,0 |      | Partido Trabalhista | 42,9 / 100,0 |
| Bexleyheath and Crayford          |             | Partido Conservador | 46,3 / 100,0 |      | Partido Conservador | 50,5 / 100,0 |
| Brent Central                     |             | Partido Trabalhista | 50,1 / 100,0 |      | Liberal Democratas  | 44,2 / 100,0 |
| Brent North                       |             | Partido Trabalhista | 48,8 / 100,0 |      | Partido Trabalhista | 46,9 / 100,0 |
| Brentford and Isleworth           |             | Partido Trabalhista | 39,8 / 100,0 |      | Partido Conservador | 37,2 / 100,0 |
| Bromley and Chislehurst           |             | Partido Conservador | 51,1 / 100,0 |      | Partido Conservador | 53,5 / 100,0 |
| Camberwell and Peckham            |             | Partido Trabalhista | 65,3 / 100,0 |      | Partido Trabalhista | 59,2 / 100,0 |
| Carshalton and Wallington         |             | Liberal Democratas  | 40,3 / 100,0 |      | Liberal Democratas  | 48,3 / 100,0 |
| Chelsea and Fulham                | Não Existia | Não Existia         | Não Existia  |      | Partido Conservador | 60,5 / 100,0 |
| Chingford and Woodford Green      |             | Partido Conservador | 53,2 / 100,0 |      | Partido Conservador | 52,8 / 100,0 |
| Chipping Barnet                   |             | Partido Conservador | 46,6 / 100,0 |      | Partido Conservador | 48,8 / 100,0 |
| Cities of London and Westminster  |             | Partido Conservador | 47,3 / 100,0 |      | Partido Conservador | 52,2 / 100,0 |
| Croydon Central                   |             | Partido Conservador | 40,8 / 100,0 |      | Partido Conservador | 39,5 / 100,0 |
| Croydon North                     |             | Partido Trabalhista | 53,7 / 100,0 |      | Partido Trabalhista | 56,0 / 100,0 |
| Croydon South                     |             | Partido Conservador | 51,8 / 100,0 |      | Partido Conservador | 50,9 / 100,0 |
| Dagenham and Rainham              | Não Existia | Não Existia         | Não Existia  |      | Partido Trabalhista | 40,3 / 100,0 |
| Dulwich and West Norwood          |             | Partido Trabalhista | 45,4 / 100,0 |      | Partido Trabalhista | 46,6 / 100,0 |
| Ealing Central and Acton          | Não Existia | Não Existia         | Não Existia  |      | Partido Conservador | 38,0 / 100,0 |
| Ealing North                      |             | Partido Trabalhista | 44,0 / 100,0 |      | Partido Trabalhista | 50,4 / 100,0 |
| Ealing Southall                   |             | Partido Trabalhista | 48,8 / 100,0 |      | Partido Trabalhista | 51,5 / 100,0 |
| East Ham                          |             | Partido Trabalhista | 53,9 / 100,0 |      | Partido Trabalhista | 70,4 / 100,0 |
| Edmonton                          |             | Partido Trabalhista | 53,2 / 100,0 |      | Partido Trabalhista | 53,7 / 100,0 |
| Eltham                            |             | Partido Trabalhista | 43,6 / 100,0 |      | Partido Trabalhista | 41,5 / 100,0 |
| Enfield North                     |             | Partido Trabalhista | 44,3 / 100,0 |      | Partido Conservador | 42,3 / 100,0 |
| Enfield Southgate                 |             | Partido Conservador | 44,6 / 100,0 |      | Partido Conservador | 49,4 / 100,0 |
| Erith and Thamesmead              |             | Partido Trabalhista | 54,4 / 100,0 |      | Partido Trabalhista | 44,9 / 100,0 |
| Feltham and Heston                |             | Partido Trabalhista | 47,6 / 100,0 |      | Partido Trabalhista | 43,6 / 100,0 |
| Finchley and Golders Green        |             | Partido Trabalhista | 40,5 / 100,0 |      | Partido Conservador | 46,0 / 100,0 |
| Greenwich and Woolwich            |             | Partido Trabalhista | 49,2 / 100,0 |      | Partido Trabalhista | 49,2 / 100,0 |
| Hackney North and Stoke Newington |             | Partido Trabalhista | 48,6 / 100,0 |      | Partido Trabalhista | 55,0 / 100,0 |
| Hackney South and Shoreditch      |             | Partido Trabalhista | 52,9 / 100,0 |      | Partido Trabalhista | 55,7 / 100,0 |
| Hammersmith                       | Não Existia | Não Existia         | Não Existia  |      | Partido Trabalhista | 43,9 / 100,0 |
| Hampstead and Kilburn             | Não Existia | Não Existia         | Não Existia  |      | Partido Trabalhista | 32,8 / 100,0 |
| Harrow East                       |             | Partido Trabalhista | 46,1 / 100,0 |      | Partido Conservador | 44,7 / 100,0 |
| Harrow West                       |             | Partido Trabalhista | 42,5 / 100,0 |      | Partido Trabalhista | 43,6 / 100,0 |
| Hayes and Harlington              |             | Partido Trabalhista | 58,7 / 100,0 |      | Partido Trabalhista | 54,8 / 100,0 |
| Hendon                            |             | Partido Trabalhista | 44,4 / 100,0 |      | Partido Conservador | 42,3 / 100,0 |
| Holborn and St Pancras            |             | Partido Trabalhista | 43,2 / 100,0 |      | Partido Trabalhista | 46,1 / 100,0 |
| Hornchurch and Upminster          | Não Existia | Não Existia         | Não Existia  |      | Partido Conservador | 51,4 / 100,0 |
| Hornsey and Wood Green            |             | Liberal Democratas  | 43,3 / 100,0 |      | Liberal Democratas  | 46,5 / 100,0 |
| Ilford North                      |             | Partido Conservador | 43,7 / 100,0 |      | Partido Conservador | 45,8 / 100,0 |
| Ilford South                      |             | Partido Trabalhista | 48,9 / 100,0 |      | Partido Trabalhista | 49,4 / 100,0 |
| Islington North                   |             | Partido Trabalhista | 51,2 / 100,0 |      | Partido Trabalhista | 54,5 / 100,0 |
| Islington South and Finsbury      |             | Partido Trabalhista | 39,9 / 100,0 |      | Partido Trabalhista | 42,3 / 100,0 |
| Kensington                        | Não Existia | Não Existia         | Não Existia  |      | Partido Conservador | 50,1 / 100,0 |
| Kingston and Surbiton             |             | Liberal Democratas  | 51,0 / 100,0 |      | Liberal Democratas  | 49,8 / 100,0 |
| Lewisham Deptford                 |             | Partido Trabalhista | 55,6 / 100,0 |      | Partido Trabalhista | 53,7 / 100,0 |
| Lewisham East                     |             | Partido Trabalhista | 45,8 / 100,0 |      | Partido Trabalhista | 43,1 / 100,0 |
| Lewisham West and Penge           | Não Existia | Não Existia         | Não Existia  |      | Partido Trabalhista | 41,1 / 100,0 |
| Leyton and Wanstead               |             | Partido Trabalhista | 45,8 / 100,0 |      | Partido Trabalhista | 43,6 / 100,0 |
| Mitcham and Morden                |             | Partido Trabalhista | 56,4 / 100,0 |      | Partido Trabalhista | 56,5 / 100,0 |
| Old Bexley and Sidcup             |             | Partido Conservador | 49,8 / 100,0 |      | Partido Conservador | 54,1 / 100,0 |
| Orpington                         |             | Partido Conservador | 48,8 / 100,0 |      | Partido Conservador | 59,7 / 100,0 |
| Poplar and Limehouse              | Não Existia | Não Existia         | Não Existia  |      | Partido Trabalhista | 40,0 / 100,0 |
| Putney                            |             | Partido Conservador | 42,4 / 100,0 |      | Partido Conservador | 53,0 / 100,0 |
| Richmond Park                     |             | Liberal Democratas  | 46,7 / 100,0 |      | Partido Conservador | 49,7 / 100,0 |
| Romford                           |             | Partido Conservador | 59,1 / 100,0 |      | Partido Conservador | 56,0 / 100,0 |
| Ruislip, Northwood and Pinner     | Não Existia | Não Existia         | Não Existia  |      | Partido Conservador | 57,5 / 100,0 |
| Streatham                         |             | Partido Trabalhista | 46,7 / 100,0 |      | Partido Trabalhista | 42,8 / 100,0 |
| Sutton and Cheam                  |             | Liberal Democratas  | 47,1 / 100,0 |      | Liberal Democratas  | 45,7 / 100,0 |
| Tooting                           |             | Partido Trabalhista | 43,1 / 100,0 |      | Partido Trabalhista | 43,5 / 100,0 |
| Tottenham                         |             | Partido Trabalhista | 57,9 / 100,0 |      | Partido Trabalhista | 59,3 / 100,0 |
| Twickenham                        |             | Liberal Democratas  | 51,6 / 100,0 |      | Liberal Democratas  | 54,4 / 100,0 |
| Uxbridge and South Ruislip        | Não Existia | Não Existia         | Não Existia  |      | Partido Conservador | 48,3 / 100,0 |
| Vauxhall                          |             | Partido Trabalhista | 52,9 / 100,0 |      | Partido Trabalhista | 49,8 / 100,0 |
| Walthamstow                       |             | Partido Trabalhista | 50,3 / 100,0 |      | Partido Trabalhista | 51,8 / 100,0 |
| West Ham                          |             | Partido Trabalhista | 51,2 / 100,0 |      | Partido Trabalhista | 62,7 / 100,0 |
| Westminster North                 | Não Existia | Não Existia         | Não Existia  |      | Partido Trabalhista | 43,9 / 100,0 |
| Wimbledon                         |             | Partido Conservador | 41,2 / 100,0 |      | Partido Conservador | 49,1 / 100,0 |

#### North East
| Distrito Eleitoral                     | 2005 | 2005                | 2005         | 2010 | 2010                | 2010         |
| -------------------------------------- | ---- | ------------------- | ------------ | ---- | ------------------- | ------------ |
| Berwick-upon-Tweed                     |      | Liberal Democratas  | 52,8 / 100,0 |      | Liberal Democratas  | 43,7 / 100,0 |
| Bishop Auckland                        |      | Partido Trabalhista | 50,0 / 100,0 |      | Partido Trabalhista | 39,0 / 100,0 |
| Blaydon                                |      | Partido Trabalhista | 51,5 / 100,0 |      | Partido Trabalhista | 49,6 / 100,0 |
| Blyth Valley                           |      | Partido Trabalhista | 55,0 / 100,0 |      | Partido Trabalhista | 44,5 / 100,0 |
| City of Durham                         |      | Partido Trabalhista | 47,2 / 100,0 |      | Partido Trabalhista | 44,3 / 100,0 |
| Darlington                             |      | Partido Trabalhista | 52,4 / 100,0 |      | Partido Trabalhista | 39,4 / 100,0 |
| Easington                              |      | Partido Trabalhista | 71,4 / 100,0 |      | Partido Trabalhista | 58,9 / 100,0 |
| Gateshead                              |      | Partido Trabalhista | 60,4 / 100,0 |      | Partido Trabalhista | 54,1 / 100,0 |
| Hartlepool                             |      | Partido Trabalhista | 51,5 / 100,0 |      | Partido Trabalhista | 42,5 / 100,0 |
| Hexham                                 |      | Partido Conservador | 42,4 / 100,0 |      | Partido Conservador | 43,2 / 100,0 |
| Houghton and Sunderland South          |      | Partido Trabalhista | 61,0 / 100,0 |      | Partido Trabalhista | 50,3 / 100,0 |
| Jarrow                                 |      | Partido Trabalhista | 60,5 / 100,0 |      | Partido Trabalhista | 53,9 / 100,0 |
| Middlesbrough                          |      | Partido Trabalhista | 57,8 / 100,0 |      | Partido Trabalhista | 45,9 / 100,0 |
| Middlesbrough South and East Cleveland |      | Partido Trabalhista | 50,2 / 100,0 |      | Partido Trabalhista | 39,2 / 100,0 |
| Newcastle upon Tyne Central            |      | Partido Trabalhista | 45,1 / 100,0 |      | Partido Trabalhista | 45,9 / 100,0 |
| Newcastle upon Tyne East               |      | Partido Trabalhista | 52,7 / 100,0 |      | Partido Trabalhista | 45,0 / 100,0 |
| Newcastle upon Tyne North              |      | Partido Trabalhista | 50,0 / 100,0 |      | Partido Trabalhista | 40,8 / 100,0 |
| North Durham                           |      | Partido Trabalhista | 64,1 / 100,0 |      | Partido Trabalhista | 50,5 / 100,0 |
| North Tyneside                         |      | Partido Trabalhista | 61,9 / 100,0 |      | Partido Trabalhista | 50,7 / 100,0 |
| North West Durham                      |      | Partido Trabalhista | 53,9 / 100,0 |      | Partido Trabalhista | 42,3 / 100,0 |
| Redcar                                 |      | Partido Trabalhista | 51,4 / 100,0 |      | Liberal Democratas  | 45,2 / 100,0 |
| Sedgefield                             |      | Partido Trabalhista | 58,9 / 100,0 |      | Partido Trabalhista | 45,1 / 100,0 |
| South Shields                          |      | Partido Trabalhista | 60,5 / 100,0 |      | Partido Trabalhista | 52,0 / 100,0 |
| Stockton North                         |      | Partido Trabalhista | 54,9 / 100,0 |      | Partido Trabalhista | 42,8 / 100,0 |
| Stockton South                         |      | Partido Trabalhista | 47,8 / 100,0 |      | Partido Conservador | 38,9 / 100,0 |
| Sunderland Central                     |      | Partido Trabalhista | 50,0 / 100,0 |      | Partido Trabalhista | 45,9 / 100,0 |
| Tynemouth                              |      | Partido Trabalhista | 47,0 / 100,0 |      | Partido Trabalhista | 45,3 / 100,0 |
| Wansbeck                               |      | Partido Trabalhista | 55,2 / 100,0 |      | Partido Trabalhista | 45,9 / 100,0 |
| Washington and Sunderland West         |      | Partido Trabalhista | 68,7 / 100,0 |      | Partido Trabalhista | 52,5 / 100,0 |

#### North West
| Distrito Eleitoral            | 2005        | 2005                | 2005         | 2010 | 2010                | 2010         |
| ----------------------------- | ----------- | ------------------- | ------------ | ---- | ------------------- | ------------ |
| Altrincham and Sale West      |             | Partido Conservador | 46,4 / 100,0 |      | Partido Conservador | 48,9 / 100,0 |
| Ashton-under-Lyne             |             | Partido Trabalhista | 57,4 / 100,0 |      | Partido Trabalhista | 48,4 / 100,0 |
| Barrow and Furness            |             | Partido Trabalhista | 47,6 / 100,0 |      | Partido Trabalhista | 48,1 / 100,0 |
| Birkenhead                    |             | Partido Trabalhista | 65,0 / 100,0 |      | Partido Trabalhista | 62,5 / 100,0 |
| Blackburn                     |             | Partido Trabalhista | 42,0 / 100,0 |      | Partido Trabalhista | 47,8 / 100,0 |
| Blackley and Broughton        | Não Existia | Não Existia         | Não Existia  |      | Partido Trabalhista | 54,3 / 100,0 |
| Blackpool North and Cleveleys |             | Partido Trabalhista | 45,7 / 100,0 |      | Partido Conservador | 41,8 / 100,0 |
| Blackpool South               |             | Partido Trabalhista | 50,5 / 100,0 |      | Partido Trabalhista | 41,1 / 100,0 |
| Bolton North East             |             | Partido Trabalhista | 45,7 / 100,0 |      | Partido Trabalhista | 45,9 / 100,0 |
| Bolton South East             |             | Partido Trabalhista | 56,9 / 100,0 |      | Partido Trabalhista | 47,4 / 100,0 |
| Bolton West                   |             | Partido Trabalhista | 42,5 / 100,0 |      | Partido Trabalhista | 38,5 / 100,0 |
| Bootle                        |             | Partido Trabalhista | 75,5 / 100,0 |      | Partido Trabalhista | 66,5 / 100,0 |
| Burnley                       |             | Partido Trabalhista | 38,5 / 100,0 |      | Liberal Democratas  | 35,7 / 100,0 |
| Bury North                    |             | Partido Trabalhista | 43,0 / 100,0 |      | Partido Conservador | 40,2 / 100,0 |
| Bury South                    |             | Partido Trabalhista | 50,4 / 100,0 |      | Partido Trabalhista | 40,4 / 100,0 |
| Carlisle                      |             | Partido Trabalhista | 48,1 / 100,0 |      | Partido Conservador | 39,3 / 100,0 |
| Cheadle                       |             | Liberal Democratas  | 48,9 / 100,0 |      | Liberal Democratas  | 47,1 / 100,0 |
| Chorley                       |             | Partido Trabalhista | 50,7 / 100,0 |      | Partido Trabalhista | 43,2 / 100,0 |
| City of Chester               |             | Partido Trabalhista | 38,9 / 100,0 |      | Partido Conservador | 40,6 / 100,0 |
| Congleton                     |             | Partido Conservador | 45,4 / 100,0 |      | Partido Conservador | 45,8 / 100,0 |
| Copeland                      |             | Partido Trabalhista | 50,5 / 100,0 |      | Partido Trabalhista | 46,0 / 100,0 |
| Crewe and Nantwitch           |             | Partido Trabalhista | 48,8 / 100,0 |      | Partido Conservador | 45,8 / 100,0 |
| Denton and Reddish            |             | Partido Trabalhista | 57,4 / 100,0 |      | Partido Trabalhista | 51,0 / 100,0 |
| Eddisbury                     |             | Partido Conservador | 46,4 / 100,0 |      | Partido Conservador | 51,7 / 100,0 |
| Ellesmere Port and Neston     |             | Partido Trabalhista | 48,4 / 100,0 |      | Partido Trabalhista | 44,6 / 100,0 |
| Fylde                         |             | Partido Conservador | 53,4 / 100,0 |      | Partido Conservador | 52,2 / 100,0 |
| Garston and Halewood          |             | Partido Trabalhista | 57,9 / 100,0 |      | Partido Trabalhista | 59,5 / 100,0 |
| Halton                        |             | Partido Trabalhista | 62,8 / 100,0 |      | Partido Trabalhista | 57,7 / 100,0 |
| Hazel Grove                   |             | Liberal Democratas  | 49,5 / 100,0 |      | Liberal Democratas  | 48,8 / 100,0 |
| Heywood and Middleton         |             | Partido Trabalhista | 49,8 / 100,0 |      | Partido Trabalhista | 40,1 / 100,0 |
| Hyndburn                      |             | Partido Trabalhista | 46,0 / 100,0 |      | Partido Trabalhista | 41,1 / 100,0 |
| Knowsley                      |             | Partido Trabalhista | 71,8 / 100,0 |      | Partido Trabalhista | 70,9 / 100,0 |
| Lancaster and Fleetwood       |             | Partido Trabalhista | 42,4 / 100,0 |      | Partido Conservador | 36,1 / 100,0 |
| Leigh                         |             | Partido Trabalhista | 63,3 / 100,0 |      | Partido Trabalhista | 48,0 / 100,0 |
| Liverpool Riverside           |             | Partido Trabalhista | 57,6 / 100,0 |      | Partido Trabalhista | 59,3 / 100,0 |
| Liverpool Walton              |             | Partido Trabalhista | 72,8 / 100,0 |      | Partido Trabalhista | 72,0 / 100,0 |
| Liverpool Wavertree           |             | Partido Trabalhista | 52,4 / 100,0 |      | Partido Trabalhista | 53,1 / 100,0 |
| Liverpool West Derby          |             | Partido Trabalhista | 62,8 / 100,0 |      | Partido Trabalhista | 64,1 / 100,0 |
| Macclesfield                  |             | Partido Conservador | 49,6 / 100,0 |      | Partido Conservador | 47,0 / 100,0 |
| Makerfield                    |             | Partido Trabalhista | 63,2 / 100,0 |      | Partido Trabalhista | 47,3 / 100,0 |
| Manchester Central            |             | Partido Trabalhista | 58,1 / 100,0 |      | Partido Trabalhista | 52,7 / 100,0 |
| Manchester Gorton             |             | Partido Trabalhista | 53,2 / 100,0 |      | Partido Trabalhista | 50,1 / 100,0 |
| Manchester Withington         |             | Liberal Democratas  | 42,4 / 100,0 |      | Liberal Democratas  | 44,6 / 100,0 |
| Morecambe and Lunesdale       |             | Partido Trabalhista | 48,8 / 100,0 |      | Partido Conservador | 41,5 / 100,0 |
| Oldham East and Saddleworth   |             | Partido Trabalhista | 41,4 / 100,0 |      | Partido Trabalhista | 31,9 / 100,0 |
| Oldham West and Royton        |             | Partido Trabalhista | 49,1 / 100,0 |      | Partido Trabalhista | 45,5 / 100,0 |
| Pendle                        |             | Partido Trabalhista | 37,1 / 100,0 |      | Partido Conservador | 38,9 / 100,0 |
| Penrith and The Border        |             | Partido Conservador | 51,3 / 100,0 |      | Partido Conservador | 53,4 / 100,0 |
| Preston                       |             | Partido Trabalhista | 50,5 / 100,0 |      | Partido Trabalhista | 48,2 / 100,0 |
| Ribble Valley                 |             | Partido Conservador | 51,9 / 100,0 |      | Partido Conservador | 50,3 / 100,0 |
| Rochdale                      |             | Liberal Democratas  | 41,1 / 100,0 |      | Partido Trabalhista | 36,4 / 100,0 |
| Rossendale and Darwen         |             | Partido Trabalhista | 42,9 / 100,0 |      | Partido Conservador | 41,8 / 100,0 |
| Salford and Eccles            |             | Partido Trabalhista | 55,4 / 100,0 |      | Partido Trabalhista | 40,1 / 100,0 |
| Sefton Central                |             | Partido Trabalhista | 45,6 / 100,0 |      | Partido Trabalhista | 41,9 / 100,0 |
| South Ribble                  |             | Partido Trabalhista | 43,0 / 100,0 |      | Partido Conservador | 45,5 / 100,0 |
| Southport                     |             | Liberal Democratas  | 46,3 / 100,0 |      | Liberal Democratas  | 49,6 / 100,0 |
| St Helens North               |             | Partido Trabalhista | 56,9 / 100,0 |      | Partido Trabalhista | 51,7 / 100,0 |
| St Helens South and Whiston   |             | Partido Trabalhista | 55,6 / 100,0 |      | Partido Trabalhista | 52,9 / 100,0 |
| Stalybridge and Hyde          |             | Partido Trabalhista | 49,7 / 100,0 |      | Partido Trabalhista | 39,6 / 100,0 |
| Stockport                     |             | Partido Trabalhista | 50,5 / 100,0 |      | Partido Trabalhista | 42,7 / 100,0 |
| Stretford and Urmston         |             | Partido Trabalhista | 51,0 / 100,0 |      | Partido Trabalhista | 48,6 / 100,0 |
| Tatton                        |             | Partido Conservador | 51,8 / 100,0 |      | Partido Conservador | 54,6 / 100,0 |
| Wallasey                      |             | Partido Trabalhista | 54,8 / 100,0 |      | Partido Trabalhista | 51,8 / 100,0 |
| Warrington North              |             | Partido Trabalhista | 53,5 / 100,0 |      | Partido Trabalhista | 45,5 / 100,0 |
| Warrington South              |             | Partido Trabalhista | 40,5 / 100,0 |      | Partido Conservador | 35,8 / 100,0 |
| Weaver Vale                   |             | Partido Trabalhista | 47,6 / 100,0 |      | Partido Conservador | 38,5 / 100,0 |
| West Lancashire               |             | Partido Trabalhista | 48,1 / 100,0 |      | Partido Trabalhista | 45,1 / 100,0 |
| Westmorland and Lonsdale      |             | Liberal Democratas  | 45,5 / 100,0 |      | Liberal Democratas  | 60,0 / 100,0 |
| Wigan                         |             | Partido Trabalhista | 55,1 / 100,0 |      | Partido Trabalhista | 48,5 / 100,0 |
| Wirral South                  |             | Partido Trabalhista | 42,5 / 100,0 |      | Partido Trabalhista | 40,8 / 100,0 |
| Wirral West                   |             | Partido Trabalhista | 42,5 / 100,0 |      | Partido Conservador | 42,5 / 100,0 |
| Workington                    |             | Partido Trabalhista | 50,5 / 100,0 |      | Partido Trabalhista | 45,5 / 100,0 |
| Worsley and Eccles South      |             | Partido Trabalhista | 53,3 / 100,0 |      | Partido Trabalhista | 42,9 / 100,0 |
| Wyre and Preston North        |             | Partido Conservador | 42,0 / 100,0 |      | Partido Conservador | 52,4 / 100,0 |
| Wythenshawe and Sale East     |             | Partido Trabalhista | 52,2 / 100,0 |      | Partido Trabalhista | 44,1 / 100,0 |

#### South East
| Distrito Eleitoral             | 2005        | 2005                | 2005         | 2010 | 2010                | 2010         |
| ------------------------------ | ----------- | ------------------- | ------------ | ---- | ------------------- | ------------ |
| Aldershot                      |             | Partido Conservador | 42,7 / 100,0 |      | Partido Conservador | 46,7 / 100,0 |
| Arundel and South Downs        |             | Partido Conservador | 49,8 / 100,0 |      | Partido Conservador | 57,8 / 100,0 |
| Ashford                        |             | Partido Conservador | 51,6 / 100,0 |      | Partido Conservador | 54,1 / 100,0 |
| Aylesbury                      |             | Partido Conservador | 49,1 / 100,0 |      | Partido Conservador | 52,2 / 100,0 |
| Banbury                        |             | Partido Conservador | 46,9 / 100,0 |      | Partido Conservador | 52,8 / 100,0 |
| Basingstoke                    |             | Partido Conservador | 41,5 / 100,0 |      | Partido Conservador | 50,5 / 100,0 |
| Beaconsfield                   |             | Partido Conservador | 55,4 / 100,0 |      | Partido Conservador | 61,1 / 100,0 |
| Bexhill and Battle             |             | Partido Conservador | 52,6 / 100,0 |      | Partido Conservador | 51,6 / 100,0 |
| Bognor Regis and Littlehampton |             | Partido Conservador | 44,6 / 100,0 |      | Partido Conservador | 51,4 / 100,0 |
| Bracknell                      |             | Partido Conservador | 49,7 / 100,0 |      | Partido Conservador | 52,4 / 100,0 |
| Brighton Kemptown              |             | Partido Trabalhista | 39,9 / 100,0 |      | Partido Conservador | 38,0 / 100,0 |
| Brighton Pavilion              |             | Partido Trabalhista | 35,4 / 100,0 |      | Partido Verde       | 31,3 / 100,0 |
| Buckingham                     |             | Partido Conservador | 57,4 / 100,0 |      | Speaker             | 47,3 / 100,0 |
| Canterbury                     |             | Partido Conservador | 44,4 / 100,0 |      | Partido Conservador | 44,8 / 100,0 |
| Chatham and Aylesford          |             | Partido Trabalhista | 43,7 / 100,0 |      | Partido Conservador | 46,2 / 100,0 |
| Chesham and Amersham           |             | Partido Conservador | 54,4 / 100,0 |      | Partido Conservador | 60,4 / 100,0 |
| Chichester                     |             | Partido Conservador | 48,3 / 100,0 |      | Partido Conservador | 55,3 / 100,0 |
| Crawley                        |             | Partido Trabalhista | 39,1 / 100,0 |      | Partido Conservador | 44,8 / 100,0 |
| Dartford                       |             | Partido Trabalhista | 42,6 / 100,0 |      | Partido Conservador | 48,8 / 100,0 |
| Dover                          |             | Partido Trabalhista | 45,3 / 100,0 |      | Partido Conservador | 44,0 / 100,0 |
| East Hampshire                 |             | Partido Conservador | 45,7 / 100,0 |      | Partido Conservador | 56,8 / 100,0 |
| East Surrey                    |             | Partido Conservador | 56,2 / 100,0 |      | Partido Conservador | 56,7 / 100,0 |
| East Worthing and Shoreham     |             | Partido Conservador | 43,9 / 100,0 |      | Partido Conservador | 48,5 / 100,0 |
| Eastbourne                     |             | Partido Conservador | 43,5 / 100,0 |      | Liberal Democratas  | 47,3 / 100,0 |
| Eastleigh                      |             | Liberal Democratas  | 38,6 / 100,0 |      | Liberal Democratas  | 46,5 / 100,0 |
| Epsom and Ewell                |             | Partido Conservador | 54,4 / 100,0 |      | Partido Conservador | 58,2 / 100,0 |
| Esher and Walton               |             | Partido Conservador | 45,7 / 100,0 |      | Partido Conservador | 58,9 / 100,0 |
| Fareham                        |             | Partido Conservador | 49,7 / 100,0 |      | Partido Conservador | 55,3 / 100,0 |
| Faversham and Mid Kent         |             | Partido Conservador | 49,7 / 100,0 |      | Partido Conservador | 56,2 / 100,0 |
| Folkestone and Hythe           |             | Partido Conservador | 53,9 / 100,0 |      | Partido Conservador | 49,4 / 100,0 |
| Gillingham and Rainham         |             | Partido Trabalhista | 40,8 / 100,0 |      | Partido Conservador | 46,2 / 100,0 |
| Gosport                        |             | Partido Conservador | 44,8 / 100,0 |      | Partido Conservador | 51,8 / 100,0 |
| Gravesham                      |             | Partido Conservador | 43,7 / 100,0 |      | Partido Conservador | 48,5 / 100,0 |
| Guildford                      |             | Partido Conservador | 43,8 / 100,0 |      | Partido Conservador | 53,3 / 100,0 |
| Hastings and Rye               |             | Partido Trabalhista | 42,1 / 100,0 |      | Partido Conservador | 41,1 / 100,0 |
| Havant                         |             | Partido Conservador | 44,4 / 100,0 |      | Partido Conservador | 51,1 / 100,0 |
| Henley                         |             | Partido Conservador | 53,5 / 100,0 |      | Partido Conservador | 56,2 / 100,0 |
| Horsham                        |             | Partido Conservador | 50,0 / 100,0 |      | Partido Conservador | 52,7 / 100,0 |
| Hove                           |             | Partido Trabalhista | 37,5 / 100,0 |      | Partido Conservador | 36,7 / 100,0 |
| Isle of Wight                  |             | Partido Conservador | 48,9 / 100,0 |      | Partido Conservador | 46,7 / 100,0 |
| Lewes                          |             | Liberal Democratas  | 52,4 / 100,0 |      | Liberal Democratas  | 52,0 / 100,0 |
| Maidenhead                     |             | Partido Conservador | 50,8 / 100,0 |      | Partido Conservador | 59,5 / 100,0 |
| Maidstone and The Weald        |             | Partido Conservador | 52,7 / 100,0 |      | Partido Conservador | 48,0 / 100,0 |
| Meon Valley                    |             | Partido Conservador | 45,8 / 100,0 |      | Partido Conservador | 56,2 / 100,0 |
| Mid Sussex                     |             | Partido Conservador | 48,0 / 100,0 |      | Partido Conservador | 50,7 / 100,0 |
| Milton Keynes North            |             | Partido Conservador | 36,2 / 100,0 |      | Partido Conservador | 43,5 / 100,0 |
| Milton Keynes South            | Não Existia | Não Existia         | Não Existia  |      | Partido Conservador | 41,6 / 100,0 |
| Mole Valley                    |             | Partido Conservador | 54,8 / 100,0 |      | Partido Conservador | 57,5 / 100,0 |
| New Forest East                |             | Partido Conservador | 48,6 / 100,0 |      | Partido Conservador | 52,8 / 100,0 |
| New Forest West                |             | Partido Conservador | 56,4 / 100,0 |      | Partido Conservador | 58,8 / 100,0 |
| Newbury                        |             | Partido Conservador | 49,0 / 100,0 |      | Partido Conservador | 56,4 / 100,0 |
| North East Hampshire           |             | Partido Conservador | 53,7 / 100,0 |      | Partido Conservador | 60,6 / 100,0 |
| North Thanet                   |             | Partido Conservador | 49,6 / 100,0 |      | Partido Conservador | 52,7 / 100,0 |
| North West Hampshire           |             | Partido Conservador | 50,7 / 100,0 |      | Partido Conservador | 58,3 / 100,0 |
| Oxford East                    |             | Partido Trabalhista | 36,9 / 100,0 |      | Partido Trabalhista | 42,5 / 100,0 |
| Oxford West and Abingdon       |             | Liberal Democratas  | 46,3 / 100,0 |      | Partido Conservador | 42,3 / 100,0 |
| Portsmouth North               |             | Partido Trabalhista | 40,9 / 100,0 |      | Partido Conservador | 44,3 / 100,0 |
| Portsmouth South               |             | Liberal Democratas  | 42,2 / 100,0 |      | Liberal Democratas  | 45,9 / 100,0 |
| Reading East                   |             | Partido Conservador | 35,4 / 100,0 |      | Partido Conservador | 42,6 / 100,0 |
| Reading West                   |             | Partido Trabalhista | 44,9 / 100,0 |      | Partido Conservador | 43,2 / 100,0 |
| Reigate                        |             | Partido Conservador | 49,0 / 100,0 |      | Partido Conservador | 53,4 / 100,0 |
| Rochester and Strood           |             | Partido Trabalhista | 42,2 / 100,0 |      | Partido Conservador | 49,2 / 100,0 |
| Romsey and Southampton North   |             | Liberal Democratas  | 43,7 / 100,0 |      | Partido Conservador | 49,7 / 100,0 |
| Runnymede and Weybridge        |             | Partido Conservador | 51,4 / 100,0 |      | Partido Conservador | 55,9 / 100,0 |
| Sevenoaks                      |             | Partido Conservador | 51,8 / 100,0 |      | Partido Conservador | 56,8 / 100,0 |
| Sittingbourne and Sheppey      |             | Partido Trabalhista | 41,8 / 100,0 |      | Partido Conservador | 50,0 / 100,0 |
| Slough                         |             | Partido Trabalhista | 47,2 / 100,0 |      | Partido Trabalhista | 45,8 / 100,0 |
| South Thanet                   |             | Partido Trabalhista | 40,4 / 100,0 |      | Partido Conservador | 48,0 / 100,0 |
| South West Surrey              |             | Partido Conservador | 50,4 / 100,0 |      | Partido Conservador | 58,7 / 100,0 |
| Southampton Itchen             |             | Partido Trabalhista | 48,3 / 100,0 |      | Partido Trabalhista | 36,8 / 100,0 |
| Southampton Test               |             | Partido Trabalhista | 42,7 / 100,0 |      | Partido Trabalhista | 38,5 / 100,0 |
| Spelthorne                     |             | Partido Conservador | 50,5 / 100,0 |      | Partido Conservador | 47,1 / 100,0 |
| Surrey Heath                   |             | Partido Conservador | 51,5 / 100,0 |      | Partido Conservador | 57,6 / 100,0 |
| Tonbridge and Malling          |             | Partido Conservador | 52,9 / 100,0 |      | Partido Conservador | 57,9 / 100,0 |
| Tunbridge Wells                |             | Partido Conservador | 49,6 / 100,0 |      | Partido Conservador | 56,2 / 100,0 |
| Wantage                        |             | Partido Conservador | 43,0 / 100,0 |      | Partido Conservador | 52,0 / 100,0 |
| Wealden                        |             | Partido Conservador | 52,1 / 100,0 |      | Partido Conservador | 56,6 / 100,0 |
| Winchester                     |             | Liberal Democratas  | 50,6 / 100,0 |      | Partido Conservador | 48,5 / 100,0 |
| Windsor                        |             | Partido Conservador | 49,5 / 100,0 |      | Partido Conservador | 60,8 / 100,0 |
| Witney                         |             | Partido Conservador | 49,3 / 100,0 |      | Partido Conservador | 58,8 / 100,0 |
| Woking                         |             | Partido Conservador | 47,4 / 100,0 |      | Partido Conservador | 50,3 / 100,0 |
| Wokingham                      |             | Partido Conservador | 48,1 / 100,0 |      | Partido Conservador | 52,7 / 100,0 |
| Worthing West                  |             | Partido Conservador | 47,6 / 100,0 |      | Partido Conservador | 51,7 / 100,0 |
| Wycombe                        |             | Partido Conservador | 45,8 / 100,0 |      | Partido Conservador | 48,6 / 100,0 |

#### South West
| Distrito Eleitoral            | 2005        | 2005                | 2005         | 2010 | 2010                | 2010         |
| ----------------------------- | ----------- | ------------------- | ------------ | ---- | ------------------- | ------------ |
| Bath                          |             | Liberal Democratas  | 43,9 / 100,0 |      | Liberal Democratas  | 56,6 / 100,0 |
| Bournemouth East              |             | Partido Conservador | 45,0 / 100,0 |      | Partido Conservador | 48,4 / 100,0 |
| Bournemouth West              |             | Partido Conservador | 41,4 / 100,0 |      | Partido Conservador | 45,1 / 100,0 |
| Bridgwater and West Somerset  |             | Partido Conservador | 45,4 / 100,0 |      | Partido Conservador | 45,3 / 100,0 |
| Bristol East                  |             | Partido Trabalhista | 45,9 / 100,0 |      | Partido Trabalhista | 36,6 / 100,0 |
| Bristol North West            |             | Partido Trabalhista | 46,7 / 100,0 |      | Partido Conservador | 38,0 / 100,0 |
| Bristol South                 |             | Partido Trabalhista | 49,1 / 100,0 |      | Partido Trabalhista | 38,4 / 100,0 |
| Bristol West                  |             | Liberal Democratas  | 38,3 / 100,0 |      | Liberal Democratas  | 48,0 / 100,0 |
| Camborne and Redruth          |             | Liberal Democratas  | 35,8 / 100,0 |      | Partido Conservador | 37,6 / 100,0 |
| Central Devon                 |             | Partido Conservador | 51,5 / 100,0 |      | Partido Conservador | 51,5 / 100,0 |
| Cheltenham                    |             | Liberal Democratas  | 41,5 / 100,0 |      | Liberal Democratas  | 50,5 / 100,0 |
| Chippenham                    | Não Existia | Não Existia         | Não Existia  |      | Liberal Democratas  | 45,8 / 100,0 |
| Christchurch                  |             | Partido Conservador | 54,7 / 100,0 |      | Partido Conservador | 56,4 / 100,0 |
| Devizes                       |             | Partido Conservador | 48,5 / 100,0 |      | Partido Conservador | 55,1 / 100,0 |
| East Devon                    |             | Partido Conservador | 46,9 / 100,0 |      | Partido Conservador | 48,3 / 100,0 |
| Exeter                        |             | Partido Trabalhista | 41,1 / 100,0 |      | Partido Trabalhista | 38,2 / 100,0 |
| Filton and Bradley Stoke      |             | Partido Conservador | 35,5 / 100,0 |      | Partido Conservador | 40,8 / 100,0 |
| Forest of Dean                |             | Partido Conservador | 40,9 / 100,0 |      | Partido Conservador | 46,9 / 100,0 |
| Gloucester                    |             | Partido Trabalhista | 44,7 / 100,0 |      | Partido Conservador | 39,9 / 100,0 |
| Kingswood                     |             | Partido Trabalhista | 47,0 / 100,0 |      | Partido Conservador | 40,4 / 100,0 |
| Mid Dorset and North Poole    |             | Liberal Democratas  | 48,7 / 100,0 |      | Liberal Democratas  | 45,1 / 100,0 |
| Newton Abbot                  |             | Liberal Democratas  | 45,5 / 100,0 |      | Partido Conservador | 43,0 / 100,0 |
| North Cornwall                |             | Liberal Democratas  | 42,6 / 100,0 |      | Liberal Democratas  | 48,1 / 100,0 |
| North Devon                   |             | Liberal Democratas  | 45,9 / 100,0 |      | Liberal Democratas  | 47,4 / 100,0 |
| North Dorset                  |             | Partido Conservador | 44,9 / 100,0 |      | Partido Conservador | 51,1 / 100,0 |
| North East Somerset           |             | Partido Trabalhista | 38,9 / 100,0 |      | Partido Conservador | 41,3 / 100,0 |
| North Somerset                | Não Existia | Não Existia         | Não Existia  |      | Partido Conservador | 49,3 / 100,0 |
| North Swindon                 |             | Partido Trabalhista | 43,7 / 100,0 |      | Partido Conservador | 44,6 / 100,0 |
| North Wiltshire               |             | Partido Conservador | 46,9 / 100,0 |      | Partido Conservador | 51,6 / 100,0 |
| Plymouth Moor View            | Não Existia | Não Existia         | Não Existia  |      | Partido Trabalhista | 37,2 / 100,0 |
| Plymouth Sutton and Devonport |             | Partido Trabalhista | 40,7 / 100,0 |      | Partido Conservador | 34,3 / 100,0 |
| Poole                         |             | Partido Conservador | 43,4 / 100,0 |      | Partido Conservador | 47,5 / 100,0 |
| Salisbury                     |             | Partido Conservador | 47,8 / 100,0 |      | Partido Conservador | 49,2 / 100,0 |
| Somerton and Frome            |             | Liberal Democratas  | 43,9 / 100,0 |      | Liberal Democratas  | 47,5 / 100,0 |
| South Dorset                  |             | Partido Trabalhista | 41,6 / 100,0 |      | Partido Conservador | 45,1 / 100,0 |
| South East Cornwall           |             | Liberal Democratas  | 46,7 / 100,0 |      | Partido Conservador | 45,1 / 100,0 |
| South Swindon                 |             | Partido Trabalhista | 40,3 / 100,0 |      | Partido Conservador | 41,8 / 100,0 |
| South West Devon              |             | Partido Conservador | 44,8 / 100,0 |      | Partido Conservador | 56,0 / 100,0 |
| South West Wiltshire          |             | Partido Conservador | 49,5 / 100,0 |      | Partido Conservador | 51,7 / 100,0 |
| St Austell and Newquay        |             | Liberal Democratas  | 47,2 / 100,0 |      | Liberal Democratas  | 42,7 / 100,0 |
| St Ives                       |             | Liberal Democratas  | 50,7 / 100,0 |      | Liberal Democratas  | 42,7 / 100,0 |
| Stroud                        |             | Partido Trabalhista | 39,6 / 100,0 |      | Partido Conservador | 40,8 / 100,0 |
| Taunton Deane                 |             | Liberal Democratas  | 44,4 / 100,0 |      | Liberal Democratas  | 49,1 / 100,0 |
| Tewkesbury                    |             | Partido Conservador | 49,1 / 100,0 |      | Partido Conservador | 47,2 / 100,0 |
| The Cotswolds                 |             | Partido Conservador | 49,3 / 100,0 |      | Partido Conservador | 53,0 / 100,0 |
| Thornbury and Yate            | Não Existia | Não Existia         | Não Existia  |      | Liberal Democratas  | 51,9 / 100,0 |
| Tiverton and Honiton          |             | Partido Conservador | 47,9 / 100,0 |      | Partido Conservador | 50,3 / 100,0 |
| Torbay                        |             | Liberal Democratas  | 40,8 / 100,0 |      | Liberal Democratas  | 47,0 / 100,0 |
| Torridge and West Devon       |             | Partido Conservador | 42,7 / 100,0 |      | Partido Conservador | 45,7 / 100,0 |
| Totnes                        |             | Partido Conservador | 41,7 / 100,0 |      | Partido Conservador | 45,9 / 100,0 |
| Truro and Falmouth            |             | Liberal Democratas  | 40,9 / 100,0 |      | Partido Conservador | 41,7 / 100,0 |
| Wells                         |             | Partido Conservador | 43,6 / 100,0 |      | Liberal Democratas  | 44,0 / 100,0 |
| West Dorset                   |             | Partido Conservador | 46,5 / 100,0 |      | Partido Conservador | 47,6 / 100,0 |
| Weston-super-Mare             |             | Partido Conservador | 40,3 / 100,0 |      | Partido Conservador | 44,3 / 100,0 |
| Yeovil                        |             | Liberal Democratas  | 51,4 / 100,0 |      | Liberal Democratas  | 55,7 / 100,0 |

#### West Midlands
| Distrito Eleitoral               | 2005        | 2005                | 2005         | 2010 | 2010                | 2010         |
| -------------------------------- | ----------- | ------------------- | ------------ | ---- | ------------------- | ------------ |
| Aldridge-Brownhills              |             | Partido Conservador | 47,4 / 100,0 |      | Partido Conservador | 59,3 / 100,0 |
| Birmingham Edgbaston             |             | Partido Trabalhista | 43,8 / 100,0 |      | Partido Trabalhista | 40,6 / 100,0 |
| Birmingham Erdington             |             | Partido Trabalhista | 53,0 / 100,0 |      | Partido Trabalhista | 41,8 / 100,0 |
| Birmingham Hall Green            |             | Partido Trabalhista | 47,2 / 100,0 |      | Partido Trabalhista | 32,9 / 100,0 |
| Birmingham Hodge Hill            |             | Partido Trabalhista | 48,6 / 100,0 |      | Partido Trabalhista | 52,0 / 100,0 |
| Birmingham Ladywood              |             | Partido Trabalhista | 51,9 / 100,0 |      | Partido Trabalhista | 55,7 / 100,0 |
| Birmingham Northfield            |             | Partido Trabalhista | 49,6 / 100,0 |      | Partido Trabalhista | 40,3 / 100,0 |
| Birmingham Perry Barr            |             | Partido Trabalhista | 47,0 / 100,0 |      | Partido Trabalhista | 50,3 / 100,0 |
| Birmingham Selly Oak             |             | Partido Trabalhista | 46,1 / 100,0 |      | Partido Trabalhista | 38,5 / 100,0 |
| Birmingham Yardley               |             | Liberal Democratas  | 46,4 / 100,0 |      | Liberal Democratas  | 39,6 / 100,0 |
| Bromsgrove                       |             | Partido Conservador | 51,0 / 100,0 |      | Partido Conservador | 43,7 / 100,0 |
| Burton                           |             | Partido Trabalhista | 41,1 / 100,0 |      | Partido Conservador | 44,5 / 100,0 |
| Cannock Chase                    |             | Partido Trabalhista | 51,3 / 100,0 |      | Partido Conservador | 40,1 / 100,0 |
| Coventry North East              |             | Partido Trabalhista | 56,9 / 100,0 |      | Partido Trabalhista | 49,3 / 100,0 |
| Coventry North West              |             | Partido Trabalhista | 48,2 / 100,0 |      | Partido Trabalhista | 42,8 / 100,0 |
| Coventry South                   |             | Partido Trabalhista | 45,8 / 100,0 |      | Partido Trabalhista | 41,8 / 100,0 |
| Dudley North                     |             | Partido Trabalhista | 44,2 / 100,0 |      | Partido Trabalhista | 38,7 / 100,0 |
| Dudley South                     |             | Partido Trabalhista | 45,3 / 100,0 |      | Partido Conservador | 43,1 / 100,0 |
| Halesowen and Rowley Regis       |             | Partido Trabalhista | 46,6 / 100,0 |      | Partido Conservador | 41,2 / 100,0 |
| Hereford and South Herefordshire |             | Liberal Democratas  | 43,4 / 100,0 |      | Partido Conservador | 46,2 / 100,0 |
| Kenilworth and Southam           | Não Existia | Não Existia         | Não Existia  |      | Partido Conservador | 53,6 / 100,0 |
| Lichfield                        |             | Partido Conservador | 48,6 / 100,0 |      | Partido Conservador | 54,4 / 100,0 |
| Ludlow                           |             | Partido Conservador | 45,1 / 100,0 |      | Partido Conservador | 52,8 / 100,0 |
| Meriden                          |             | Partido Conservador | 48,2 / 100,0 |      | Partido Conservador | 51,7 / 100,0 |
| Mid Worcestershire               |             | Partido Conservador | 51,5 / 100,0 |      | Partido Conservador | 54,5 / 100,0 |
| Newcastle-under-Lyme             |             | Partido Trabalhista | 45,4 / 100,0 |      | Partido Trabalhista | 38,0 / 100,0 |
| North Herefordshire              |             | Partido Conservador | 52,5 / 100,0 |      | Partido Conservador | 51,8 / 100,0 |
| North Shropshire                 |             | Partido Conservador | 49,6 / 100,0 |      | Partido Conservador | 51,5 / 100,0 |
| North Warwickshire               |             | Partido Trabalhista | 48,1 / 100,0 |      | Partido Conservador | 40,2 / 100,0 |
| Nuneaton                         |             | Partido Trabalhista | 44,0 / 100,0 |      | Partido Conservador | 41,5 / 100,0 |
| Redditch                         |             | Partido Trabalhista | 44,7 / 100,0 |      | Partido Conservador | 43,5 / 100,0 |
| Rugby                            | Não Existia | Não Existia         | Não Existia  |      | Partido Conservador | 44,0 / 100,0 |
| Shrewsbury and Atcham            |             | Partido Conservador | 37,7 / 100,0 |      | Partido Conservador | 43,9 / 100,0 |
| Solihull                         |             | Liberal Democratas  | 39,9 / 100,0 |      | Liberal Democratas  | 42,9 / 100,0 |
| South Staffordshire              |             | Partido Conservador | 52,0 / 100,0 |      | Partido Conservador | 53,2 / 100,0 |
| Stafford                         |             | Partido Trabalhista | 43,7 / 100,0 |      | Partido Conservador | 43,9 / 100,0 |
| Staffordshire Moorlands          |             | Partido Trabalhista | 41,0 / 100,0 |      | Partido Conservador | 45,2 / 100,0 |
| Stoke-on-Trent Central           |             | Partido Trabalhista | 52,9 / 100,0 |      | Partido Trabalhista | 38,8 / 100,0 |
| Stoke-on-Trent North             |             | Partido Trabalhista | 52,6 / 100,0 |      | Partido Trabalhista | 44,3 / 100,0 |
| Stoke-on-Trent South             |             | Partido Trabalhista | 46,9 / 100,0 |      | Partido Trabalhista | 38,8 / 100,0 |
| Stone                            |             | Partido Conservador | 48,3 / 100,0 |      | Partido Conservador | 50,6 / 100,0 |
| Stourbridge                      |             | Partido Trabalhista | 41,0 / 100,0 |      | Partido Conservador | 42,7 / 100,0 |
| Stratford-on-Avon                |             | Partido Conservador | 49,2 / 100,0 |      | Partido Conservador | 51,5 / 100,0 |
| Sutton Coldfield                 |             | Partido Conservador | 52,5 / 100,0 |      | Partido Conservador | 54,0 / 100,0 |
| Tamworth                         |             | Partido Trabalhista | 43,0 / 100,0 |      | Partido Conservador | 45,8 / 100,0 |
| Telford                          |             | Partido Trabalhista | 48,3 / 100,0 |      | Partido Trabalhista | 38,7 / 100,0 |
| The Wrekin                       |             | Partido Conservador | 41,9 / 100,0 |      | Partido Conservador | 47,7 / 100,0 |
| Walsall North                    |             | Partido Trabalhista | 47,8 / 100,0 |      | Partido Trabalhista | 37,0 / 100,0 |
| Walsall South                    |             | Partido Trabalhista | 49,9 / 100,0 |      | Partido Trabalhista | 39,7 / 100,0 |
| Warley                           |             | Partido Trabalhista | 54,4 / 100,0 |      | Partido Trabalhista | 52,9 / 100,0 |
| Warwick and Leamington           |             | Partido Trabalhista | 40,6 / 100,0 |      | Partido Conservador | 42,6 / 100,0 |
| West Bromwich East               |             | Partido Trabalhista | 55,6 / 100,0 |      | Partido Trabalhista | 46,5 / 100,0 |
| West Bromwich West               |             | Partido Trabalhista | 54,3 / 100,0 |      | Partido Trabalhista | 45,0 / 100,0 |
| West Worcestershire              |             | Partido Conservador | 44,5 / 100,0 |      | Partido Conservador | 50,4 / 100,0 |
| Wolverhampton North East         |             | Partido Trabalhista | 54,5 / 100,0 |      | Partido Trabalhista | 41,4 / 100,0 |
| Wolverhampton South East         |             | Partido Trabalhista | 59,4 / 100,0 |      | Partido Trabalhista | 47,7 / 100,0 |
| Wolverhampton South West         |             | Partido Trabalhista | 44,4 / 100,0 |      | Partido Conservador | 40,7 / 100,0 |
| Worcester                        |             | Partido Trabalhista | 41,9 / 100,0 |      | Partido Conservador | 39,5 / 100,0 |
| Wyre Forest                      |             | Health Concern      | 39,9 / 100,0 |      | Partido Conservador | 36,9 / 100,0 |

#### Yorkshire and the Humber
| Distrito Eleitoral                    | 2005        | 2005                | 2005         | 2010 | 2010                | 2010         |
| ------------------------------------- | ----------- | ------------------- | ------------ | ---- | ------------------- | ------------ |
| Barnsley Central                      |             | Partido Trabalhista | 61,1 / 100,0 |      | Partido Trabalhista | 47,3 / 100,0 |
| Barnsley East                         |             | Partido Trabalhista | 70,9 / 100,0 |      | Partido Trabalhista | 47,0 / 100,0 |
| Batley and Spen                       |             | Partido Trabalhista | 45,8 / 100,0 |      | Partido Trabalhista | 41,5 / 100,0 |
| Beverley and Holderness               |             | Partido Conservador | 40,7 / 100,0 |      | Partido Conservador | 47,1 / 100,0 |
| Bradford East                         |             | Partido Trabalhista | 44,1 / 100,0 |      | Liberal Democratas  | 33,7 / 100,0 |
| Bradford South                        |             | Partido Trabalhista | 49,0 / 100,0 |      | Partido Trabalhista | 41,3 / 100,0 |
| Bradford West                         |             | Partido Trabalhista | 45,3 / 100,0 |      | Partido Trabalhista | 45,3 / 100,0 |
| Brigg and Goole                       |             | Partido Trabalhista | 45,2 / 100,0 |      | Partido Conservador | 44,9 / 100,0 |
| Calder Valley                         |             | Partido Trabalhista | 38,6 / 100,0 |      | Partido Conservador | 39,4 / 100,0 |
| Cleethorpes                           |             | Partido Trabalhista | 43,3 / 100,0 |      | Partido Conservador | 42,1 / 100,0 |
| Colne Valley                          |             | Partido Trabalhista | 35,8 / 100,0 |      | Partido Conservador | 37,0 / 100,0 |
| Dewsbury                              |             | Partido Trabalhista | 41,0 / 100,0 |      | Partido Conservador | 35,0 / 100,0 |
| Don Valley                            |             | Partido Trabalhista | 52,7 / 100,0 |      | Partido Trabalhista | 37,9 / 100,0 |
| Doncaster Central                     |             | Partido Trabalhista | 51,3 / 100,0 |      | Partido Trabalhista | 39,7 / 100,0 |
| Doncaster North                       |             | Partido Trabalhista | 55,5 / 100,0 |      | Partido Trabalhista | 47,3 / 100,0 |
| East Yorkshire                        |             | Partido Conservador | 45,2 / 100,0 |      | Partido Conservador | 47,5 / 100,0 |
| Elmet and Rothwell                    | Não Existia | Não Existia         | Não Existia  |      | Partido Conservador | 42,6 / 100,0 |
| Great Grimsby                         |             | Partido Trabalhista | 47,1 / 100,0 |      | Partido Trabalhista | 32,7 / 100,0 |
| Halifax                               |             | Partido Trabalhista | 41,8 / 100,0 |      | Partido Trabalhista | 37,4 / 100,0 |
| Haltemprice and Howden                |             | Partido Conservador | 47,5 / 100,0 |      | Partido Conservador | 50,2 / 100,0 |
| Harrogate and Knaresborough           |             | Liberal Democratas  | 56,3 / 100,0 |      | Partido Conservador | 45,7 / 100,0 |
| Hemsworth                             |             | Partido Trabalhista | 58,8 / 100,0 |      | Partido Trabalhista | 46,8 / 100,0 |
| Huddersfiled                          |             | Partido Trabalhista | 46,8 / 100,0 |      | Partido Trabalhista | 38,8 / 100,0 |
| Hull East                             |             | Partido Trabalhista | 56,8 / 100,0 |      | Partido Trabalhista | 47,9 / 100,0 |
| Hull North                            |             | Partido Trabalhista | 51,9 / 100,0 |      | Partido Trabalhista | 39,2 / 100,0 |
| Hull West and Hessle                  |             | Partido Trabalhista | 55,0 / 100,0 |      | Partido Trabalhista | 42,5 / 100,0 |
| Keighley                              |             | Partido Trabalhista | 44,7 / 100,0 |      | Partido Conservador | 41,9 / 100,0 |
| Leeds Central                         |             | Partido Trabalhista | 60,0 / 100,0 |      | Partido Trabalhista | 49,3 / 100,0 |
| Leeds East                            |             | Partido Trabalhista | 59,1 / 100,0 |      | Partido Trabalhista | 50,4 / 100,0 |
| Leeds North East                      |             | Partido Trabalhista | 44,9 / 100,0 |      | Partido Trabalhista | 42,7 / 100,0 |
| Leeds North West                      |             | Liberal Democratas  | 37,2 / 100,0 |      | Liberal Democratas  | 47,5 / 100,0 |
| Leeds West                            |             | Partido Trabalhista | 55,5 / 100,0 |      | Partido Trabalhista | 42,3 / 100,0 |
| Morley and Outwood                    | Não Existia | Não Existia         | Não Existia  |      | Partido Trabalhista | 37,6 / 100,0 |
| Normanton, Pontefract and Castleford  | Não Existia | Não Existia         | Não Existia  |      | Partido Trabalhista | 48,1 / 100,0 |
| Penistone and Stocksbridge            |             | Partido Trabalhista | 45,2 / 100,0 |      | Partido Trabalhista | 37,8 / 100,0 |
| Pudsey                                |             | Partido Trabalhista | 45,8 / 100,0 |      | Partido Conservador | 38,5 / 100,0 |
| Richmond                              |             | Partido Conservador | 59,1 / 100,0 |      | Partido Conservador | 62,8 / 100,0 |
| Rother Valley                         |             | Partido Trabalhista | 55,4 / 100,0 |      | Partido Trabalhista | 40,9 / 100,0 |
| Rotherham                             |             | Partido Trabalhista | 52,8 / 100,0 |      | Partido Trabalhista | 44,6 / 100,0 |
| Scarborough and Whitby                |             | Partido Conservador | 41,0 / 100,0 |      | Partido Conservador | 42,8 / 100,0 |
| Scunthorpe                            |             | Partido Trabalhista | 53,1 / 100,0 |      | Partido Trabalhista | 39,5 / 100,0 |
| Selby and Ainsty                      | Não Existia | Não Existia         | Não Existia  |      | Partido Conservador | 49,4 / 100,0 |
| Sheffield Brightside and Hillsborough | Não Existia | Não Existia         | Não Existia  |      | Partido Trabalhista | 55,0 / 100,0 |
| Sheffiled Central                     |             | Partido Trabalhista | 49,9 / 100,0 |      | Partido Trabalhista | 41,3 / 100,0 |
| Sheffiled Hallam                      |             | Liberal Democratas  | 51,1 / 100,0 |      | Liberal Democratas  | 53,4 / 100,0 |
| Sheffield Heeley                      |             | Partido Trabalhista | 54,0 / 100,0 |      | Partido Trabalhista | 42,6 / 100,0 |
| Sheffield South East                  |             | Partido Trabalhista | 60,3 / 100,0 |      | Partido Trabalhista | 48,7 / 100,0 |
| Shipley                               |             | Partido Conservador | 39,0 / 100,0 |      | Partido Conservador | 48,6 / 100,0 |
| Skipton and Ripon                     |             | Partido Conservador | 49,7 / 100,0 |      | Partido Conservador | 50,6 / 100,0 |
| Thirsk and Malton                     |             | Partido Conservador | 51,9 / 100,0 |      | Partido Conservador | 52,9 / 100,0 |
| Wakefiled                             |             | Partido Trabalhista | 43,3 / 100,0 |      | Partido Trabalhista | 39,3 / 100,0 |
| Wentworth and Dearne                  |             | Partido Trabalhista | 61,8 / 100,0 |      | Partido Trabalhista | 50,6 / 100,0 |
| York Central                          |             | Partido Trabalhista | 48,9 / 100,0 |      | Partido Trabalhista | 40,0 / 100,0 |
| York Outer                            |             | Liberal Democratas  | 36,8 / 100,0 |      | Partido Conservador | 43,0 / 100,0 |

### Escócia
| Distrito Eleitoral                          | 2005 | 2005                     | 2005         | 2010 | 2010                     | 2010         |
| ------------------------------------------- | ---- | ------------------------ | ------------ | ---- | ------------------------ | ------------ |
| Aberdeen North                              |      | Partido Trabalhista      | 42,5 / 100,0 |      | Partido Trabalhista      | 44,4 / 100,0 |
| Aberdeen South                              |      | Partido Trabalhista      | 36,7 / 100,0 |      | Partido Trabalhista      | 36,5 / 100,0 |
| Airdrie and Shotts                          |      | Partido Trabalhista      | 59,0 / 100,0 |      | Partido Trabalhista      | 58,2 / 100,0 |
| Angus                                       |      | Partido Nacional Escocês | 33,7 / 100,0 |      | Partido Nacional Escocês | 39,6 / 100,0 |
| Argyll and Bute                             |      | Liberal Democratas       | 36,5 / 100,0 |      | Liberal Democratas       | 31,6 / 100,0 |
| Ayr, Carrick and Cumnock                    |      | Partido Trabalhista      | 45,4 / 100,0 |      | Partido Trabalhista      | 47,1 / 100,0 |
| Banff and Buchan                            |      | Partido Nacional Escocês | 51,2 / 100,0 |      | Partido Nacional Escocês | 41,3 / 100,0 |
| Berwickshire, Roxburgh and Selkirk          |      | Liberal Democratas       | 41,8 / 100,0 |      | Liberal Democratas       | 45,4 / 100,0 |
| Caithness, Sutherland and Easter Ross       |      | Liberal Democratas       | 50,5 / 100,0 |      | Liberal Democratas       | 41,4 / 100,0 |
| Central Ayrshire                            |      | Partido Trabalhista      | 46,4 / 100,0 |      | Partido Trabalhista      | 47,7 / 100,0 |
| Coatbridge, Chryston and Bellshill          |      | Partido Trabalhista      | 64,5 / 100,0 |      | Partido Trabalhista      | 66,6 / 100,0 |
| Cumbernauld, Kilsyth and Kirkintilloch East |      | Partido Trabalhista      | 51,8 / 100,0 |      | Partido Trabalhista      | 57,2 / 100,0 |
| Dumfries and Galloway                       |      | Partido Trabalhista      | 41,1 / 100,0 |      | Partido Trabalhista      | 45,9 / 100,0 |
| Dumfriesshire, Clydesdale and Tweeddale     |      | Partido Conservador      | 36,2 / 100,0 |      | Partido Conservador      | 38,0 / 100,0 |
| Dundee East                                 |      | Partido Nacional Escocês | 37,2 / 100,0 |      | Partido Nacional Escocês | 37,8 / 100,0 |
| Dundee West                                 |      | Partido Trabalhista      | 44,6 / 100,0 |      | Partido Trabalhista      | 48,5 / 100,0 |
| Dunfermline and West Fife                   |      | Partido Trabalhista      | 47,4 / 100,0 |      | Partido Trabalhista      | 46,3 / 100,0 |
| East Dunbartonshire                         |      | Liberal Democratas       | 41,8 / 100,0 |      | Liberal Democratas       | 38,7 / 100,0 |
| East Kilbride, Strathaven and Lesmahagow    |      | Partido Trabalhista      | 48,7 / 100,0 |      | Partido Trabalhista      | 51,5 / 100,0 |
| East Lothian                                |      | Partido Trabalhista      | 41,5 / 100,0 |      | Partido Trabalhista      | 44,6 / 100,0 |
| East Renfrewshire                           |      | Partido Trabalhista      | 43,9 / 100,0 |      | Partido Trabalhista      | 50,8 / 100,0 |
| Edinburgh East                              |      | Partido Trabalhista      | 40,0 / 100,0 |      | Partido Trabalhista      | 43,4 / 100,0 |
| Edinburgh North and Leith                   |      | Partido Trabalhista      | 34,2 / 100,0 |      | Partido Trabalhista      | 37,5 / 100,0 |
| Edinburgh South                             |      | Partido Trabalhista      | 33,2 / 100,0 |      | Partido Trabalhista      | 34,7 / 100,0 |
| Edinburgh South West                        |      | Partido Trabalhista      | 39,8 / 100,0 |      | Partido Trabalhista      | 42,8 / 100,0 |
| Edinburgh West                              |      | Liberal Democratas       | 49,5 / 100,0 |      | Liberal Democratas       | 35,9 / 100,0 |
| Falkirk                                     |      | Partido Trabalhista      | 50,9 / 100,0 |      | Partido Trabalhista      | 45,7 / 100,0 |
| Glasgow Central                             |      | Partido Trabalhista      | 48,2 / 100,0 |      | Partido Trabalhista      | 52,0 / 100,0 |
| Glasgow East                                |      | Partido Trabalhista      | 60,7 / 100,0 |      | Partido Trabalhista      | 61,6 / 100,0 |
| Glasgow North                               |      | Partido Trabalhista      | 39,4 / 100,0 |      | Partido Trabalhista      | 44,5 / 100,0 |
| Glasgow North East                          |      | Partido Trabalhista      | 59,4 / 100,0 |      | Partido Trabalhista      | 68,3 / 100,0 |
| Glasgow North West                          |      | Partido Trabalhista      | 49,2 / 100,0 |      | Partido Trabalhista      | 54,1 / 100,0 |
| Glasgow South                               |      | Partido Trabalhista      | 47,2 / 100,0 |      | Partido Trabalhista      | 51,7 / 100,0 |
| Glasgow South West                          |      | Partido Trabalhista      | 60,2 / 100,0 |      | Partido Trabalhista      | 62,5 / 100,0 |
| Glenrothes                                  |      | Partido Trabalhista      | 51,9 / 100,0 |      | Partido Trabalhista      | 62,3 / 100,0 |
| Gordon                                      |      | Liberal Democratas       | 45,0 / 100,0 |      | Liberal Democratas       | 36,0 / 100,0 |
| Inverclyde                                  |      | Partido Trabalhista      | 50,7 / 100,0 |      | Partido Trabalhista      | 53,8 / 100,0 |
| Inverness, Nairn, Badenoch and Strathspey   |      | Liberal Democratas       | 40,3 / 100,0 |      | Liberal Democratas       | 40,7 / 100,0 |
| Kilmarnock and Loudoun                      |      | Partido Trabalhista      | 47,3 / 100,0 |      | Partido Trabalhista      | 52,5 / 100,0 |
| Kirkcaldy and Cowdenbeath                   |      | Partido Trabalhista      | 58,1 / 100,0 |      | Partido Trabalhista      | 64,5 / 100,0 |
| Lanark and Hamilton East                    |      | Partido Trabalhista      | 46,0 / 100,0 |      | Partido Trabalhista      | 50,0 / 100,0 |
| Linlithgow and East Falkirk                 |      | Partido Trabalhista      | 47,7 / 100,0 |      | Partido Trabalhista      | 49,8 / 100,0 |
| Livingston                                  |      | Partido Trabalhista      | 51,1 / 100,0 |      | Partido Trabalhista      | 48,5 / 100,0 |
| Midlothian                                  |      | Partido Trabalhista      | 45,5 / 100,0 |      | Partido Trabalhista      | 47,0 / 100,0 |
| Moray                                       |      | Partido Nacional Escocês | 36,6 / 100,0 |      | Partido Nacional Escocês | 39,7 / 100,0 |
| Motherwell and Wishaw                       |      | Partido Trabalhista      | 57,5 / 100,0 |      | Partido Trabalhista      | 61,1 / 100,0 |
| Na h-Eileanan an Iar                        |      | Partido Nacional Escocês | 44,9 / 100,0 |      | Partido Nacional Escocês | 45,7 / 100,0 |
| North Ayrshire and Arran                    |      | Partido Trabalhista      | 43,9 / 100,0 |      | Partido Trabalhista      | 47,4 / 100,0 |
| North East Fife                             |      | Liberal Democratas       | 52,1 / 100,0 |      | Liberal Democratas       | 44,3 / 100,0 |
| Ochil and South Perthshire                  |      | Partido Trabalhista      | 31,4 / 100,0 |      | Partido Trabalhista      | 37,9 / 100,0 |
| Orkney and Shetland                         |      | Liberal Democratas       | 51,5 / 100,0 |      | Liberal Democratas       | 62,0 / 100,0 |
| Paisley and Renfrewshire North              |      | Partido Trabalhista      | 45,7 / 100,0 |      | Partido Trabalhista      | 54,0 / 100,0 |
| Paisley and Renfrewshire South              |      | Partido Trabalhista      | 52,6 / 100,0 |      | Partido Trabalhista      | 59,6 / 100,0 |
| Perth and North Perthshire                  |      | Partido Nacional Escocês | 33,7 / 100,0 |      | Partido Nacional Escocês | 39,6 / 100,0 |
| Ross, Skye and Lochaber                     |      | Liberal Democratas       | 58,7 / 100,0 |      | Liberal Democratas       | 52,6 / 100,0 |
| Rutherglen and Hamilton West                |      | Partido Trabalhista      | 55,6 / 100,0 |      | Partido Trabalhista      | 60,8 / 100,0 |
| Stirling                                    |      | Partido Trabalhista      | 36,0 / 100,0 |      | Partido Trabalhista      | 41,8 / 100,0 |
| West Aberdeenshire and Kincardine           |      | Liberal Democratas       | 46,3 / 100,0 |      | Liberal Democratas       | 38,4 / 100,0 |
| West Dunbartonshire                         |      | Partido Trabalhista      | 51,9 / 100,0 |      | Partido Trabalhista      | 61,3 / 100,0 |

### Irlanda do Norte
| Distrito Eleitoral         | 2005 | 2005                                   | 2005         | 2010 | 2010                                   | 2010         |
| -------------------------- | ---- | -------------------------------------- | ------------ | ---- | -------------------------------------- | ------------ |
| Belfast East               |      | Partido Democrático Unionista          | 49,1 / 100,0 |      | Partido da Aliança                     | 37,2 / 100,0 |
| Belfast North              |      | Partido Democrático Unionista          | 45,6 / 100,0 |      | Partido Democrático Unionista          | 40,0 / 100,0 |
| Belfast South              |      | Partido Social Democrata e Trabalhista | 32,3 / 100,0 |      | Partido Social Democrata e Trabalhista | 41,0 / 100,0 |
| Belfast West               |      | Sinn Féin                              | 70,5 / 100,0 |      | Sinn Féin                              | 71,1 / 100,0 |
| East Antrim                |      | Partido Democrático Unionista          | 49,6 / 100,0 |      | Partido Democrático Unionista          | 45,9 / 100,0 |
| East Londonderry           |      | Partido Democrático Unionista          | 42,9 / 100,0 |      | Partido Democrático Unionista          | 34,6 / 100,0 |
| Fermanagh and South Tyrone |      | Sinn Féin                              | 38,2 / 100,0 |      | Sinn Féin                              | 45,5 / 100,0 |
| Foyle                      |      | Partido Social Democrata e Trabalhista | 46,3 / 100,0 |      | Partido Social Democrata e Trabalhista | 44,7 / 100,0 |
| Lagan Valley               |      | Partido Democrático Unionista          | 54,7 / 100,0 |      | Partido Democrático Unionista          | 49,8 / 100,0 |
| Mid Ulster                 |      | Sinn Féin                              | 47,6 / 100,0 |      | Sinn Féin                              | 52,0 / 100,0 |
| Newry and Armagh           |      | Sinn Féin                              | 41,4 / 100,0 |      | Sinn Féin                              | 42,0 / 100,0 |
| North Antrim               |      | Partido Democrático Unionista          | 54,8 / 100,0 |      | Partido Democrático Unionista          | 46,4 / 100,0 |
| North Down                 |      | Partido Unionista do Ulster            | 50,4 / 100,0 |      | Independente                           | 63,3 / 100,0 |
| South Antrim               |      | Partido Democrático Unionista          | 38,2 / 100,0 |      | Partido Democrático Unionista          | 33,9 / 100,0 |
| South Down                 |      | Partido Social Democrata e Trabalhista | 44,7 / 100,0 |      | Partido Social Democrata e Trabalhista | 48,5 / 100,0 |
| Strangford                 |      | Partido Democrático Unionista          | 56,5 / 100,0 |      | Partido Democrático Unionista          | 45,9 / 100,0 |
| Upper Bann                 |      | Partido Democrático Unionista          | 37,6 / 100,0 |      | Partido Democrático Unionista          | 33,8 / 100,0 |
| West Tyrone                |      | Sinn Féin                              | 38,9 / 100,0 |      | Sinn Féin                              | 48,4 / 100,0 |

### País de Gales
| Distrito Eleitoral                      | 2005        | 2005                | 2005         | 2010        | 2010                | 2010         |
| --------------------------------------- | ----------- | ------------------- | ------------ | ----------- | ------------------- | ------------ |
| Aberavon                                |             | Partido Trabalhista | 60,0 / 100,0 |             | Partido Trabalhista | 51,9 / 100,0 |
| Aberconwy                               | Não Existia | Não Existia         | Não Existia  |             | Partido Conservador | 35,8 / 100,0 |
| Alyn and Deeside                        |             | Partido Trabalhista | 48,8 / 100,0 |             | Partido Trabalhista | 39,6 / 100,0 |
| Arfon                                   | Não Existia | Não Existia         | Não Existia  | Não Existia | Plaid Cymru         | 36,0 / 100,0 |
| Blaenau Gwent                           |             | Independente        | 58,2 / 100,0 |             | Partido Trabalhista | 52,4 / 100,0 |
| Brecon and Radnorshire                  |             | Liberal Democratas  | 44,8 / 100,0 |             | Liberal Democratas  | 46,2 / 100,0 |
| Bridgend                                |             | Partido Trabalhista | 43,3 / 100,0 |             | Partido Trabalhista | 36,3 / 100,0 |
| Caerphilly                              |             | Partido Trabalhista | 56,6 / 100,0 |             | Partido Trabalhista | 44,9 / 100,0 |
| Cardiff Central                         |             | Liberal Democratas  | 49,8 / 100,0 |             | Liberal Democratas  | 41,4 / 100,0 |
| Cardiff North                           |             | Partido Trabalhista | 39,0 / 100,0 |             | Partido Conservador | 37,5 / 100,0 |
| Cardiff South and Penarth               |             | Partido Trabalhista | 47,3 / 100,0 |             | Partido Trabalhista | 38,9 / 100,0 |
| Cardiff West                            |             | Partido Trabalhista | 45,5 / 100,0 |             | Partido Trabalhista | 41,2 / 100,0 |
| Carmarthen East and Dinefwr             |             | Plaid Cymru         | 45,9 / 100,0 |             | Plaid Cymru         | 35,6 / 100,0 |
| Carmarthen West and South Pembrokeshire |             | Partido Trabalhista | 36,9 / 100,0 |             | Partido Conservador | 41,1 / 100,0 |
| Ceredigion                              |             | Liberal Democratas  | 36,5 / 100,0 |             | Liberal Democratas  | 50,0 / 100,0 |
| Clwyd South                             |             | Partido Trabalhista | 45,0 / 100,0 |             | Partido Trabalhista | 38,4 / 100,0 |
| Clwyd West                              |             | Partido Conservador | 36,2 / 100,0 |             | Partido Conservador | 41,5 / 100,0 |
| Cynon Valley                            |             | Partido Trabalhista | 64,1 / 100,0 |             | Partido Trabalhista | 52,5 / 100,0 |
| Delyn                                   |             | Partido Trabalhista | 45,7 / 100,0 |             | Partido Trabalhista | 40,8 / 100,0 |
| Dwyfor Meirionnydd                      | Não Existia | Não Existia         | Não Existia  |             | Plaid Cymru         | 44,3 / 100,0 |
| Gower                                   |             | Partido Trabalhista | 42,5 / 100,0 |             | Partido Trabalhista | 38,4 / 100,0 |
| Islwyn                                  |             | Partido Trabalhista | 63,8 / 100,0 |             | Partido Trabalhista | 49,2 / 100,0 |
| Llanelli                                |             | Partido Trabalhista | 46,9 / 100,0 |             | Partido Trabalhista | 42,5 / 100,0 |
| Merthyr Tydfil and Rhymney              |             | Partido Trabalhista | 60,5 / 100,0 |             | Partido Trabalhista | 43,7 / 100,0 |
| Monmouth                                |             | Partido Conservador | 46,9 / 100,0 |             | Partido Conservador | 48,3 / 100,0 |
| Montgomeryshire                         |             | Liberal Democratas  | 51,2 / 100,0 |             | Partido Conservador | 41,3 / 100,0 |
| Neath                                   |             | Partido Trabalhista | 52,6 / 100,0 |             | Partido Trabalhista | 46,3 / 100,0 |
| Newport East                            |             | Partido Trabalhista | 45,2 / 100,0 |             | Partido Trabalhista | 37,0 / 100,0 |
| Newport West                            |             | Partido Trabalhista | 44,8 / 100,0 |             | Partido Trabalhista | 41,3 / 100,0 |
| Ogmore                                  |             | Partido Trabalhista | 60,4 / 100,0 |             | Partido Trabalhista | 53,8 / 100,0 |
| Pontypridd                              |             | Partido Trabalhista | 52,8 / 100,0 |             | Partido Trabalhista | 38,8 / 100,0 |
| Preseli Pembrokeshire                   |             | Partido Conservador | 36,6 / 100,0 |             | Partido Conservador | 42,8 / 100,0 |
| Rhondda                                 |             | Partido Trabalhista | 68,1 / 100,0 |             | Partido Trabalhista | 55,3 / 100,0 |
| Swansea East                            |             | Partido Trabalhista | 56,6 / 100,0 |             | Partido Trabalhista | 51,5 / 100,0 |
| Swansea West                            |             | Partido Trabalhista | 41,8 / 100,0 |             | Partido Trabalhista | 34,7 / 100,0 |
| Torfaen                                 |             | Partido Trabalhista | 56,9 / 100,0 |             | Partido Trabalhista | 44,8 / 100,0 |
| Vale of Clwyd                           |             | Partido Trabalhista | 46,0 / 100,0 |             | Partido Trabalhista | 42,3 / 100,0 |
| Vale of Glamorgan                       |             | Partido Trabalhista | 41,2 / 100,0 |             | Partido Conservador | 41,8 / 100,0 |
| Wrexham                                 |             | Partido Trabalhista | 46,1 / 100,0 |             | Partido Trabalhista | 36,9 / 100,0 |
| Ynys Môn                                |             | Partido Trabalhista | 34,6 / 100,0 |             | Partido Trabalhista | 33,4 / 100,0 |

### Eleições Intercalares (By-elections)
| Data    | Distrito Eleitoral          | 2010 | 2010                | 2010         | Intercalares | Intercalares        | Intercalares |
| ------- | --------------------------- | ---- | ------------------- | ------------ | ------------ | ------------------- | ------------ |
| 01/2011 | Oldham East and Saddleworth |      | Partido Trabalhista | 31,9 / 100,0 |              | Partido Trabalhista | 42,1 / 100,0 |
| 03/2011 | Barnsley Central            |      | Partido Trabalhista | 47,3 / 100,0 |              | Partido Trabalhista | 60,8 / 100,0 |
| 05/2011 | Leicester South             |      | Partido Trabalhista | 45,6 / 100,0 |              | Partido Trabalhista | 57,8 / 100,0 |
| 06/2011 | Belfast South               |      | Sinn Féin           | 71,1 / 100,0 |              | Sinn Féin           | 70,6 / 100,0 |
| 06/2011 | Inverclyde                  |      | Partido Trabalhista | 56,0 / 100,0 |              | Partido Trabalhista | 53,8 / 100,0 |
| 12/2011 | Feltham and Heston          |      | Partido Trabalhista | 43,6 / 100,0 |              | Partido Trabalhista | 54,4 / 100,0 |
| 03/2012 | Bradford West               |      | Partido Trabalhista | 45,3 / 100,0 |              | Partido Respeito    | 55,9 / 100,0 |
| 11/2012 | Cardiff South and Penarth   |      | Partido Trabalhista | 38,9 / 100,0 |              | Partido Trabalhista | 47,3 / 100,0 |
| 11/2012 | Corby                       |      | Partido Conservador | 42,2 / 100,0 |              | Partido Trabalhista | 48,4 / 100,0 |
| 11/2012 | Croydon North               |      | Partido Trabalhista | 56,0 / 100,0 |              | Partido Trabalhista | 64,7 / 100,0 |
| 11/2012 | Manchester Central          |      | Partido Trabalhista | 52,7 / 100,0 |              | Partido Trabalhista | 69,1 / 100,0 |
| 11/2012 | Middlesbrough               |      | Partido Trabalhista | 45,9 / 100,0 |              | Partido Trabalhista | 60,5 / 100,0 |
| 11/2012 | Rotherham                   |      | Partido Trabalhista | 44,6 / 100,0 |              | Partido Trabalhista | 46,3 / 100,0 |
| 02/2013 | Eastleigh                   |      | Liberal Democratas  | 46,5 / 100,0 |              | Liberal Democratas  | 32,1 / 100,0 |
| 03/2013 | Mid Ulster                  |      | Sinn Féin           | 52,0 / 100,0 |              | Sinn Féin           | 46,9 / 100,0 |
| 05/2013 | South Shields               |      | Partido Trabalhista | 52,0 / 100,0 |              | Partido Trabalhista | 50,4 / 100,0 |
| 02/2014 | Wythenshawe and Sale East   |      | Partido Trabalhista | 44,1 / 100,0 |              | Partido Trabalhista | 55,3 / 100,0 |
| 06/2014 | Newark                      |      | Partido Conservador | 53,9 / 100,0 |              | Partido Conservador | 45,0 / 100,0 |
| 10/2014 | Clacton                     |      | Partido Conservador | 53,0 / 100,0 |              | UKIP                | 59,7 / 100,0 |
| 10/2014 | Heywood and Middleton       |      | Partido Trabalhista | 40,1 / 100,0 |              | Partido Trabalhista | 40,9 / 100,0 |
| 11/2014 | Rochester and Strood        |      | Partido Conservador | 49,2 / 100,0 |              | UKIP                | 42,1 / 100,0 |